# Paul Heyman Guy (nhóm đô vật chuyên nghiệp)
Paul Heyman Guy là một nhóm đô vật chuyên nghiệp ở World Wrestling Entertainment do Paul Heyman quản lý và các thành viên Roman Reigns, Jimmy và Jey Uso, hiện thi đấu cho thương hiệu SmackDown. Năm 2012, Paul Heyman trở lại WWE với vai trò quản lý của Brock Lesnar. Ngoài việc là quản lý cho Brock, ông còn nhận trách nhiệm quản lý cho CM Punk, nhưng sau khi bị The Undertaker đánh bại tại WrestleMania 29, Punk rời bỏ Raw ngày 15 tháng 4 năm 2013, bỏ lại Heyman. Heyman đã từng kêu gọi The Shield giúp đỡ Punk tấn công The Rock tại Royal Rumble 2013. Và cùng với Brock Lesnar xâm lược vào trụ sở chính của WWE và tấn công ngay văn phòng của Triple H vào ngày 6 tháng 5 năm 2013 tại Raw.
Ngày 20 tháng 5 trong Raw, ông giới thiệu thành viên mới của hội "Paul Heyman Guy" là Michael McGillicutty, nhưng anh đã đổi tên thành Curtis Axel. Anh giành chiến thắng trước Triple H và John Cena khi debut. Ngày 17 tháng 6 trong Raw, CM Punk không muốn Heyman làm quản lý của anh nữa. Tối đêm đó, Lesnar xuất hiện và cho CM Punk ăn cú F5. Tại Money in the Bank, Paul Heyman đã phản bội Punk khi Heyman dùng thang đập nhiều lần lên người Punk. Tại Night of Champions, Ryback xuất hiện và giúp đỡ Heyman giành chiến thắng trước Punk, và trở thành khách hàng mới của Heyman. Vào ngày 11 tháng 11 năm 2013, Heyman nói rằng Ryback chưa bao giờ chấp nhận trở thành thành viên của Paul Heyman Guy. SmackDown ngày 15 tháng 11, Curtis Axel cũng tuyên bố rằng anh không còn là thành viên của nhóm.
Tại WrestleMania XXX, Lesnar đánh bại The Undertaker, trở thành người đầu tiên tại WWE phá vỡ kỷ lục huyền thoại bất bại 21 lần tại WrestleMania. Ngày 8 tháng 4 năm 2014 tại Raw, Cesaro trở thành thành viên mới của "Paul Heyman Guy" sau khi anh phản bội Zeb Colter và Jack Swagger. Ngày 21 tháng 7 tại Raw, Cesaro tuyên bố rằng anh không còn là thành viên của nhóm và gia nhập The Authority của Triple H. Nhóm tiếp tục hoạt động gồm hai thành viên là Heyman và Lesnar cho đến khi Lesnar không tiếp tục ký hợp đồng với WWE năm 2020. Heyman trở lại SmackDown tháng 8 cùng năm và trở thành cố vấn đặc biệt cho Roman Reigns. Heyman cũng đảm nhiệm quản lý cho anh em nhà Usos (Jey Uso và Jimmy Uso). Sau khi bị Reigns sa thải vào tháng 12 năm 2021 do nghi ngờ Heyman thông đồng với khách cũ Lesnar, người vừa mới trở lại. Heyman đã giả vờ quay lại làm cố vấn cho Lesnar trước khi phản bội anh tại Royal Rumble vào tháng 1 năm 2022 khi đưa chức vô địch cho Reigns để hạ gục anh và khiến anh mất đai. Trong SmackDown đêm tiếp theo, Heyman quay trở lại làm quản lý cho Reigns.
Trong suốt thời gian của nhóm, Roman Reigns đang là đương kim vô địch WWE Universal Championship và giữ đai này lâu nhất, The Uso (Jey Uso và Jimmy Uso) đang giữ đai WWE SmackDown Tag Team Championship. Punk từng giữ WWE Championship, Lesnar thì hai lần giữ WWE World Heavyweight Championship và ba lần vô địch WWE Universal Championship, dành được vali Money in the Bank 2019, Axel được WWE Intercontinental Championship, và Cesaro dành chiến thắng André the Giant Memorial Trophy tại WrestleMania XXX.

## Khái quát
"Paul Heyman Guy" là tên gọi những đô vật được quản lý bởi Paul Heyman, và đô vật thành công nhất dưới sự quản lý của Heyman là Brock Lesnar. Một trong số các đô vật nổi tiếng từng dưới sự dẫn bởi Heyman gồm có CM Punk, Big Show, Kurt Angle, Rey Mysterio, Rob Van Dam, Stone Cold Steve Austin, và nhóm The Dudley Boyz. Những ai từng được Heyman dẫn dắt đều có được thành công, tuy vậy cũng không ngoại lệ một số thì không được sự thành công đó. Tất cả các đô vật đều rất thích được làm việc với Heyman vì họ cho rằng ông là một thiên tài. Chính vì tài ăn nói từ trên Ring hay hậu trường thì ông đã khẳng định đẳng cấp của mình.

## Lịch sử

### Hình thành (2012—2013)

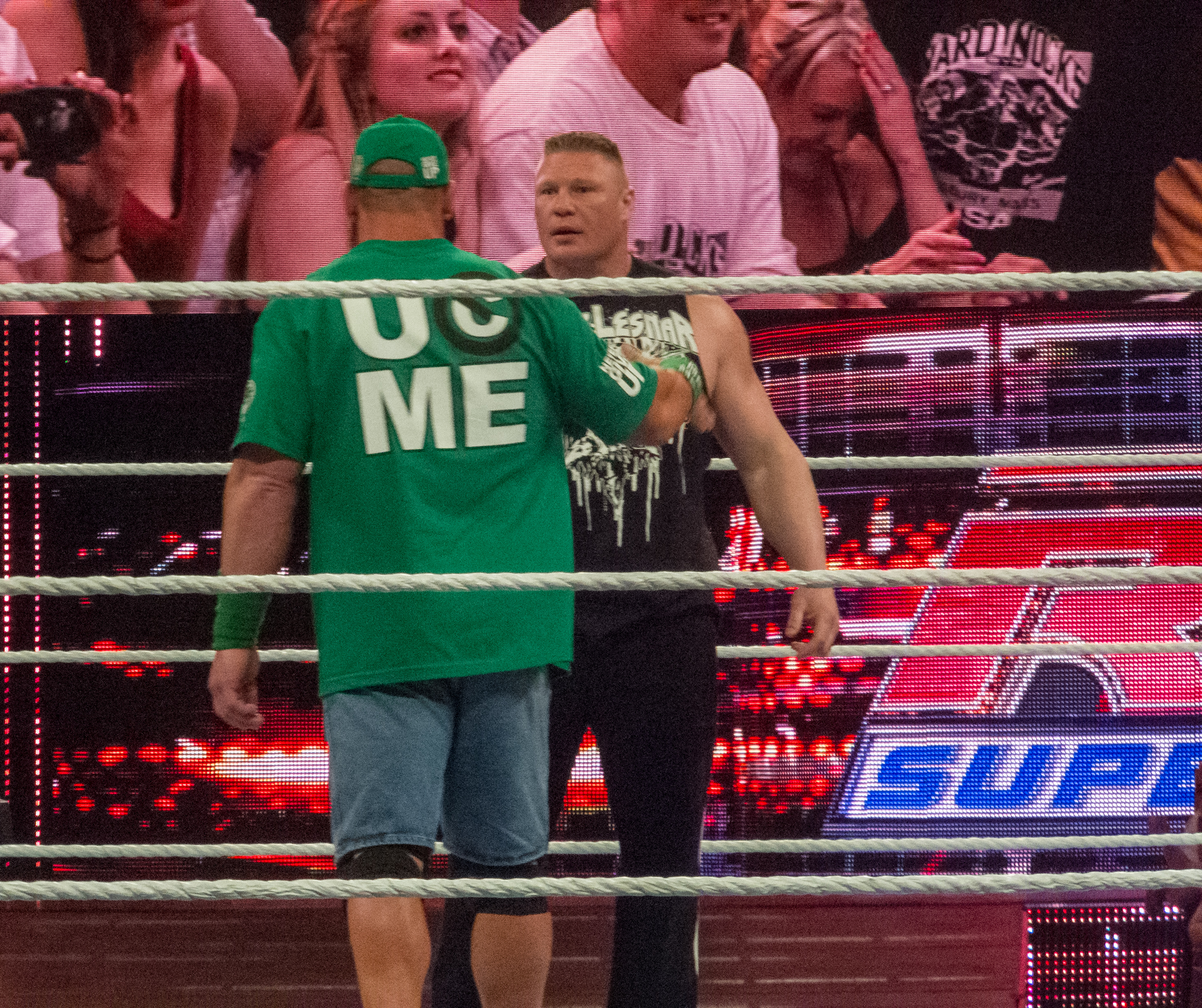
Brock Lesnar trở lại mặt đối mặt với John Cena vào tháng 4 năm 2012.

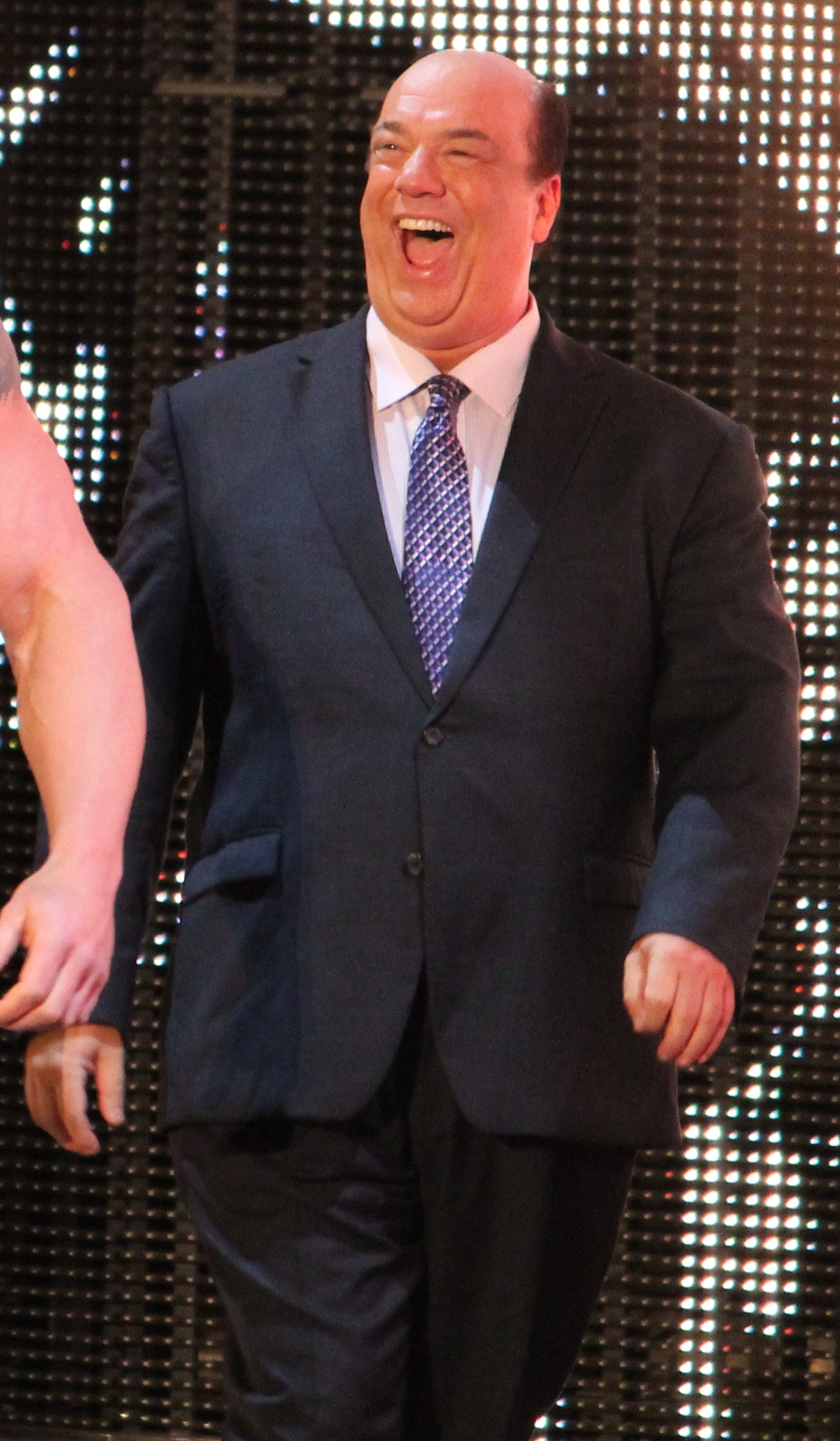
Heyman xuất hiện cùng với Brock Lesnar.

Brock Lesnar trở lại WWE vào ngày 02 tháng 4 năm 2012 trong Raw, sau gần 8 năm vắng bóng, đối mặt với John Cena và tấn công Cena với một cú F-5. Tuần sau, Tổng Giám đốc John Laurinaitis tiết lộ rằng ông đã ký hợp đồng với Lesnar và tạo ra "gương mặt mới của WWE", trước đó cũng thông báo rằng Lesnar sẽ đấu với Cena tại Extreme Rules trong trận đấu cùng tên. Nhưng Cena đã đánh bại Lesnar. Tại Raw đêm hôm sau, COO Triple H tuyên bố ông sẽ hủy hợp đồng của Brock Lesnar, kết quả là dẫn đến việc Lesnar nổi điên tấn công Triple H và bẻ gãy tay Triple H bằng đòn khoá Kimura Lock. Paul Heyman trở lại WWE vào ngày 7 tháng 5 năm 2012 trong Raw với vai trò cố vấn pháp lý của Brock Lesnar. Ông tuyên bố rằng Brock Lesnar đã bỏ công ty, và "không bao giờ quay trở lại". Tuần sau trong Raw, Heyman đối mặt Triple H, đưa cho Triple H một vụ kiện từ Lesnar cho vụ "vi phạm hợp đồng". Heyman sau đó có xô xát với Triple H, dẫn tới việc Heyman thông báo rằng ông sẽ nộp đơn kiện chống lại Triple H.
Vào ngày 18 tháng 6 trong Raw, Heyman thách đấu Triple H một trận đấu tại SummerSlam, thay cho Lesnar trước khi Triple H đấm ông. Cuối tháng đó, Heyman nói rằng Brock Lesnar sẽ đáp lại lời thách thức của Triple H tại sự kiện Raw 1000. Tại Raw 1000, Heyman bị Stephanie McMahon tấn công nhưng sau đó Lesnar xuất hiện và giải cứu cho ông; tuy nhiên Lesnar đã bị Triple H đánh ngã khỏi sàn đấu. Sau đó Brock chấp nhận thách đấu tại SummerSlam. Tại SummerSlam, Lesnar đánh bại Triple H bằng một số không đạt tiêu chuẩn phù hợp sau khi Brock bẽ gãy cánh tay trái của Triple H bằng Kimura Lock. Đêm sau trong Raw, Lesnar nói rằng mình là "King of the Kings" và nói rằng anh sẽ rời công ty, chiến thắng trước Triple H chứng minh rằng Brock đã chinh phục được tất cả mọi thứ trong WWE.
Heyman xuất hiện trong một chiếc xe và chở CM Punk trong Raw ngày 3 tháng 9. Ông bắt đầu làm quản lý cho Punk và đi theo Punk hàng tuần. Sau Royal Rumble, vào ngày 28 tháng 1 năm 2013 trong Raw, Mr. McMahon bị Brock Lesnar tung cú F5 khi Mr. McMahon đang chuẩn bị đuổi Heyman về việc ông sử dụng The Shield và Brad Maddox giúp đỡ CM Punk tại Royal Rumble. Sau đó, Punk thua The Rock tại Elimination Chamber. Heyman có một trận đấu với Mr. McMahon vào ngày 25 tháng 2 trong Raw, trận đấu kết thúc khi có sự can thiệp giữa Lesnar và Triple H. Cả hai khách hàng của Heyman đều để thua tại WrestleMania 29, trong trận đấu của Lesnar, Heyman bị dính đòn "Sweet Chin Music" từ Shawn Michaels.

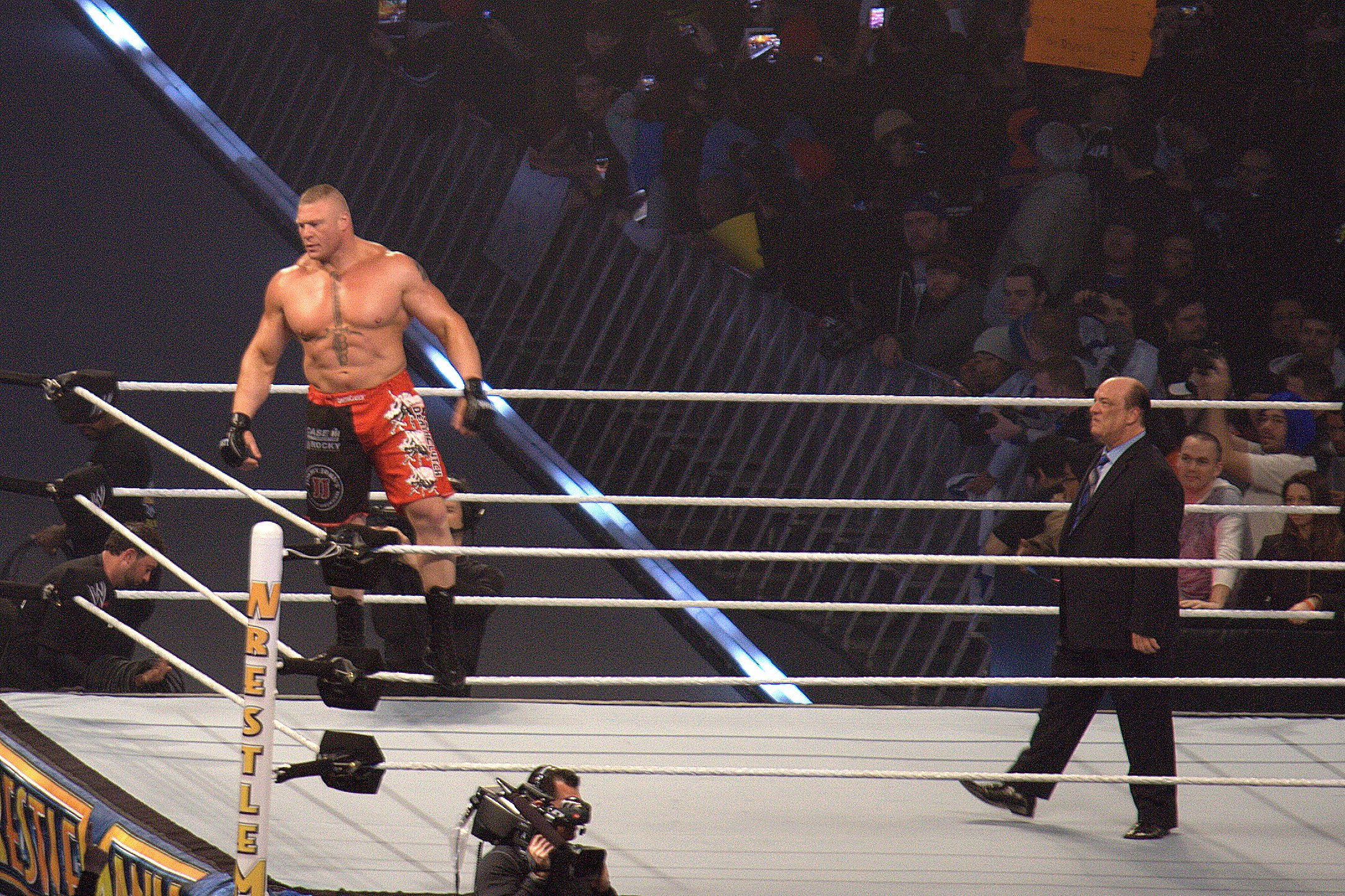
Brock Lesnar cùng Paul Heyman tại WrestleMania 29

Vào ngày 15 tháng 4 năm 2013 trong Raw, Heyman thông báo rằng khách hàng của ông Brock Lesnar muốn có trận tái đấu với Triple H tại Extreme Rules trong một trận đấu "Steel Cage". Vào tuần sau, Triple H chấp nhận và cho Heyman một cú "Pedigree". Tuần sau nữa, Lesnar và Heyman đến trụ sở của WWE và đập phá văn phòng của Triple H. Heyman nói rằng: "after years of 'discouraging Lesnar from inflicting more damage and hurt on his opponents or rival', the Pedigree Heyman received was the last straw for him to change his stance and 'encourage' Lesnar to 'hurt Triple H' and to 'maim Triple H' in the Steel Cage, and take him 'to the extreme... and go further and further...".
Ông công bố Michael McGillicutty là một thành viên mới của "Paul Heyman Guy" vào ngày 20 tháng 5 tại Raw và dưới cái tên "Curtis Axel". Vào ngày 27 tháng 5 của Raw, Paul Heyman xuất hiện trên chương trình "Highlight Reel" của Chris Jericho, Jericho sau đó thách thức CM Punk tại Payback và ông chấp nhậnkhhii chưa có sự đồng ý của Punk. Các tuần tiếp theo, Heyman và Jericho đã ký một hợp đồng chính thức cho trận đấu. Tại WWE Payback, Heyman đi theo với vai trò quản lý của Axel trong trận đấu với Wade Barrett và The Miz tranh đai WWE Intercontinental Championship, và Axel giành chiến thắng và trở thành tân vô địch. Trong đêm đó ông cũng đi theo với Punk trong trân đấu với Jericho. Sau WWE Payback, một video độc quyền được phát của "WWE.com", Punk nói Heyman rằng ông là người bạn của mình và không phải khách hàng của ông. Punk sau đó quay trở lại trong Raw ngày 17 tháng 6, sau trận đấu của anh, Punk bị tấn công bởi Brock Lesnar. Tuần sau trong Raw, Punk yêu cầu câu trả lời từ Heyman, ông thề rằng ông không kêu Lesnar tấn công Punk. Họ làm hòa sau đó.

### Thù với CM Punk và quản lý với nhiều Superstars (2013–2014)

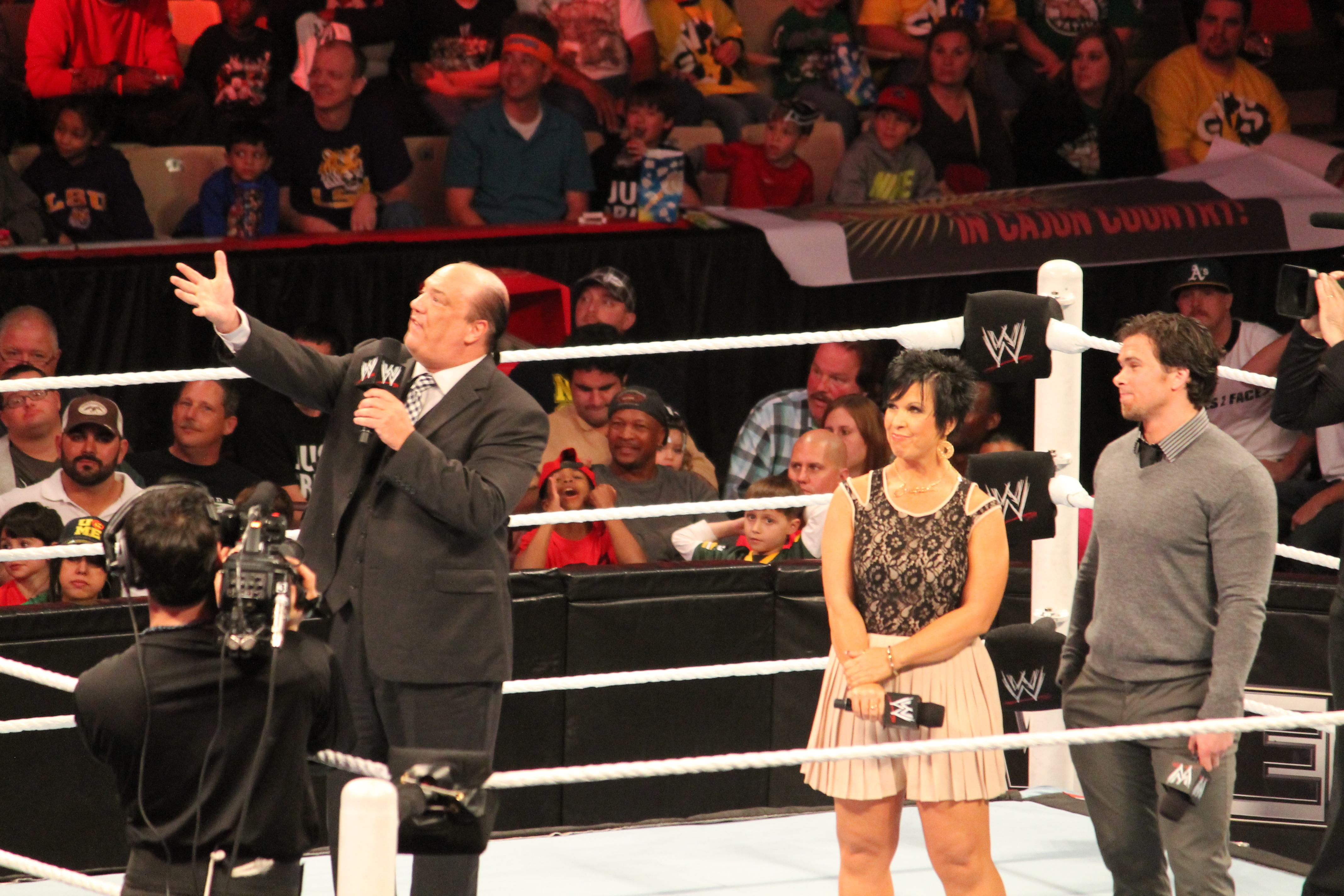
Heyman trong vai trò quản lý nhóm "Paul Heyman Guys."

Tại Money in the Bank, Heyman phản bội Punk khi ông dùng chiếc thang đập vào người Punk hai lần khiến anh chấn thương. Heyman đi cùng với Axel trong trận đấu với Punk trên Raw ngày 5 tháng 8 cho đến khi Lesnar xuất hiện và tấn công Punk. Sau đó, Heyman thách thức Punk cho một trận đấu 1-on-1, và Punk đồng ý. Tuy nhiên, đó là cái bẫy do ông và Lesnar lập nên khi Lesnar can thiệp vào trận đâu giữa họ trong tuần sau, nhưng Punk đã trốn dưới ring và đáp trả lại họ. Tại SummerSlam, Heyman can thiệp vào trận đấu và bị dính đòn "Anaconda Vise" của Punk khiến ông bị chấn thương.
Heyman và Axel tấn công vào Punk trong Raw tuần sau, khi đó, ông sử dụng thanh kiếm đạo đập nhiều lần lên lưng của Punk. Heyman được sắp xếp cùng nhóm với Axel để đối mặt với Punk tại Night of Champions. Heyman đã cố gắng van xin "Giám đốc của Raw" Brad Maddox loại bỏ ông ra khỏi trận đấu, nhưng không thành. Tại Night of Champions. Punk loại bỏ Axel, để lại ông đối đầu trước Punk. Nhưng Ryback đã kịp thời can thiệp trận đấu và giúp Heyman giành chiến thắng. Trong những tuần tiếp theo, ông tự hào chiến thắng của mình trước Punk, và Ryback bắt đầu hợp tác với Heyman. Sau WWE Battleground, Heyman được thêm vào trận đấu giữa Ryback và Punk tại WWE Hell in a Cell, và trận đấu biến thành trận 1-on-2 Handicap Hell in a Cell Match, sau khi Punk giành chiến thằng thách thức "Beat The Clock", cho phép Punk quy định trận đấu. Tại Hell in a Cell, cả hai đều bị hạ bởi Punk, có thể đây là kết thúc mối thù giữa họ. Trong một cuộc đối thoại qua điện thoại ngày 04 tháng 11 trong Raw có vẻ như Heyman đang mắc một chấn thương nào đó. Ngày 11 tháng 11 năm 2013 trong Raw, Heyman tuyên bố rằng Ryback chưa bao giờ chấp nhận đề nghị của ông để trở thành một "Paul Heyman Guy". Sau đó, CM Punk xuất hiện dùng kiếm đạo tấn công Heyman. Vào đêm sau trên SmackDown, Curtis Axel nói với Ryback rằng anh cũng không còn là thành viên "Paul Heyman Guy", do đó đánh dấu sự kết thúc giữa Axel và Heyman khi anh tiếp tục làm đồng đội với Ryback.
Trong Raw ngày 15 tháng 12, Heyman xuất hiện ngắt lời khách mời quản lý tối hôm đó là Chris Jericho, và đá xoáy Jericho. Đáp trả lại, Jericho tuyên bố có một trận với Heyman do chính khán giả lựa chọn một trong 3 trận. Đêm đó, Heyman đi ra và cố gắng thuyết phục Jericho bỏ qua trận đấu nhưng không thành. Kết quả là Lesnar xuất hiện và có cuộc ẩu đả với Jericho, kết thúc bằng cú F5. Ông trở lại ngày 30 tháng 12 trong Raw cùng với Brock Lesnar, trong một cuộc tấn công Mark Henry. Heyman hiện giờ cùng Lesnar có mối thù với Big Show và The Undertaker trong bốn tháng đầu năm 2014. Tại WrestleMania XXX, ông xuất hiện với Lesnar với cương vị là một người quản lý, ông chứng kiến Lesnar đánh bại Undertaker; và trong lịch sử WWE, Lesnar trở thành người đầu tiên phá vỡ "The Streak" của Undertaker.
Trong Raw sau WrestleMania, Heyman trở thành quản lý của Cesaro. Cesaro cũng được Hulk Hogan giới thiệu là người giành chiến thắng "André the Giant Memorial Trophy". Cesaro bắt đầu phản bội quản lý của anh Zeb Colter, lý do được tiết lộ rằng anh là một "Paul Heyman Guy". Cesaro tham gia giải đấu Intercontinental Championship để xác định người sẽ đấu với Big E tại Extreme Rules, anh đánh bại Mark Henry trong vòng tứ kết, nhưng để thua Rob Van Dam qua "countout" trong trận bán kết do sự can thiệp từ Jack Swagger và Colter. Điều này dẫn đến trận Triple Threat Match tại Extreme Rules chống lại Van Dam và Swagger, và Cesaro thắng. Cesaro sau đó đã có trận đấu với WWE United States Champion Sheamus nhưng kết thúc bằng "double countout" diễn ra ngày 13 tháng 5 tại WWE Maint Event. Ngày 19 tháng 5 trong Raw, Cesaro đánh bại Sheamus trong một trận đấu không tranh đai mà trong trận đấu ấy có sự can thiệp từ Heyman, tạo ra mối thù giữa họ tại WWE Payback, mà tại sự kiện đó Sheamus giành chiến thắng, qua đó kết thúc chuỗi bất bại của anh kể từ khi hợp tác với Heyman. Raw ngày 09 tháng 6, Cesaro đánh bại Rob Van Dam để giành một vị trí tham gia trận Money in the Bank ladder match tranh WWE World Heavyweight Championship bị bỏ trống. Nhưng John Cena lại là người thắng.
Sau Money in the Bank, Cesaro bắt đầu thù với Kofi Kingston. Cesaro thua trước Kofi và tấn công Kofi sau trận đấu vào ngày 30 tháng 7 trong Raw. Ngày 11 tháng 7 trong Raw, Cesaro đối mặt với Big E. Trong trận đấu, Kofi xuất hiện và làm phân tâm Cesaro, và giúp Big E chiến thắng. Tuần sau đó, Cesaro lại tiếp tục thua Big E trong một trận đấu đơn. anh cũng đã bị Dolph Ziggler đè đếm trong một trận đấu tag team, và bị loại khỏi trận battle royal tranh WWE Intercontinental Championship tại Battleground bởi Heath Slater. Ngày 21 tháng 7 trong Raw, Cesaro tuyên bố rằng anh rời khỏi nhóm vì anh muốn nắm lấy cơ hội kinh doanh của mình và có ý định gia nhập The Authority, chấm dứt ba tháng anh làm việc cùng Heyman.

### Quản lý Brock Lesnar (2013–2020)
Sau khi Triple H thông báo rằng Randy Orton sẽ thách đấu John Cena tại SummerSlam. Roman Reigns xuất hiện và có cuộc ẩu đả với Orton khiến cho trận đấu chưa được thiết lập. Heyman sau đó xuất hiện và nói với Triple H rằng ông thực hiện "Kế hoạch C" đó là sự trở lại của Brock Lesnar. Lesnar đã đánh bại Cena tại pay-per-view và trở thành tân WWE World Heavyweight Champion. Tại Royal Rumble, Heyman đã ở ringside cùng với Lesnar khi Lesnar bảo vệ thành công WWE World Heavyweight Championship chống lại Cena và Seth Rollins. Tại WrestleMania 31, Paul Heyman xuất hiện cùng với Lesnar trong trận đấu bảo vệ WWE World Heavyweight Championship chống lại Royal Rumble 2015 Roman Reigns, Lesnar không thể bảo vệ được danh hiệu của mình khi Seth Rollins sử dụng hợp đồng Money in the Bank và tái thiết lập trận đấu thành Triple Threat Match, và Rollins pin Reigns để dành chiến thắng. Đêm hôm sau tại Raw, Lesnar bị đình chỉ vì tấn công nhiều nhân viên trên ringside ngoài Heyman, sau khi bị từ chối yêu cầu một trận tái đấu cho danh hiệu.
Vào tháng 6, Heyman và Lesnar trở lại WWE, sau khi Lesnar điền tên vào vị trí số #1 tranh đai WWE World Heavyweight Championship, bắt đầu mối thù giữa Lesnar và Rollins. Tại WWE Battleground, Lesnar đánh bại Rollins bằng luật phạm quy, trước khi Undertaker trở lại và tấn công Lesnar. The Undertaker giải thích thêm về hành động của mình là trả thù cho việc bị phá vỡ The Streak nhưng Heyman đếm liên tục. Tại Summerslam, Heyman ở ngoài võ đài khi trận đấu giữa Lesnar và Undertaker kết thúc khi xảy ra tranh cãi; chuông đã rung như Undertaker khai thác ra, nhưng trọng tài không nhìn thấy. Trong thời gian này, Undertaker đánh bại Lesnar trước khi ông ấy quay gót chuyển sang nhân vật phản diện. Tại Hell in a Cell, hiện tại Heyman vẫn xuất hiện khi Lesnar đánh bại Undertaker trong trận tái đấu, kết thúc với việc họ thua. 
Heyman trở lại với Brock Lesnar vào ngày 11 tháng 1 năm 2016 tại Raw, và sẽ ở bên ngoài võ đài với Lesnar cho Royal Rumble. Lesnar đã bị loại khỏi trận đấu bởi Bray Wyatt, sau khi có sự can thiệp bởi phần còn lại của The Wyatt Family. Ông đi cùng Lesnar tới võ đài tại WresrleMania 32 khi Lesnar đánh bại Dean Ambrose trong trận No Hold Barred Street Fight. Vào ngày 19 tháng 7 tại WWE draft 2016, Lesnar và Heyman được chuyển sang Raw. Heyman trở lại bên cạnh Lesnar vào ngày 1 tháng 8 tại tập phim Raw thổi phồng trận Lesnar-Orton tại SummerSlam trong khi Lesnar nhận một đòn RKO từ Randy Orton. Vào ngày 31 tháng 10 tại tập phim Raw, Heyman và Rusev đối mặt Goldberg. Heyman bị một đòn spear từ Goldberg và sau đó được đưa vào bệnh viện chăm sóc tại Hatford, Connecticut. Vào ngày 31 tháng 7 năm 2017 tại tập phim Raw, Heyman xuất hiện cùng với Lesnar nói với Tổng giám đốc Raw Kurt Angle rằng Lesnar không thua đai vô địch tại SummerSlam, cả hai sẽ khởi hành từ công ty. Tại SummerSlam, Lesnar đánh bại Roman Reigns, Samoa Joe và Braun Strowman để có đai Toàn cầu.
Tại Extreme Rules, Kurt Angle nói rằng nếu Nhà vô địch Toàn cầu Lesnar nếu không xuất hiện tại Raw, hoặc đồng ý với điều khoản khi Lesnar bảo vệ đai vô địch, họ sẽ tước mất đai vô địch. Vào ngày 16 tháng 7 năm 2018, tại tập phim Raw, Heyman gián đoạn Angle, người đang nói các tật xấu của Lesnar, và bắt đầu rằng Lesnar sẽ giữ vững chức vô địch tuy nhiên anh ấy vui lòng. Angle sau đó lên kế hoạch Lesnar phải bảo vệ đai tại SummerSlam và nếu anh ta không làm thế, anh sẽ bị tước đai. Vào ngày 16 tháng 7 năm 2018 trong Raw, Heyman ngắt lời Angle, người đang chuẩn bị tước quyền của Lesnar, và nói rằng Lesnar cho đến khi nào anh ta chán. Angle sau đó đặt ra trận đấu, với Lesnar phải bảo vệ đai tại SummerSlam, và nếu không làm vậy, anh ta sẽ bị tước đai vô thời hạn. Raw ngày 30 tháng 7, Angle doạ đuổi việc Heyman do Lesnar không chịu rời khỏi khu vực hậu trường để ra võ đài. Heyman cố van nài Angle nhưng không được, Lesnar đã xuất hiện trên võ đài, tấn công Angle bằng đòn F-5 và bóp cổ Heyman đến nghẹt thở. Hai tuần sau, Raw ngày 13 tháng 8, Heyman tiết lộ tất cả chỉ là giả dối, khi Heyman (cầm bình xịt hơi cay) và Lesnar phục kích Roman Reigns. Heyman cùng Lesnar thi đấu tại SummerSlam, tại đây, 504 ngày giữ đai kỉ lục của Lesnar đã chấm dứt khi Reigns đè đếm anh ta thành công. Heyman xuất hiện trong hậu trường Raw, muốn một trận tái đấu giữa Lesnar và Reigns để giành đai Toàn cầu tại Hell in a Cell nhưng đã bị Kurt Angle từ chối. Tuy vậy, tại sự kiện này, Heyman xuất hiện khi Lesnar can thiệp vào trận đấu giữa Reigns và Braun Strowman. Hôm sau trong Raw, Heyman thiếp lập một trận đấu ba người giữa Reigns, Strowman và Lesnar tranh đai Toàn cầu tại Crown Jewel. Mặc dù vậy, Reigns tuyên bố từ bỏ đai Toàn cầu do bệnh bạch cầu, do đó trận đấu trở thành hai người giữa Strowman và Lesnar, và Lesnar đã thắng.
Tại WrestleMania 35, Heyman xuất hiện ngay ở đoạn mở đầu, yêu cầu Seth Rollins đấu ngay với đối thủ của mình để nhanh chóng vào sự kiện chính. Lesnar và Rollins ngay sau đó có mặt, và sau đó Lesnar tấn công Rollins một cách thô bạo trước khi bắt đầu trận đấu. Đến khi trận đấu bắt đầu, Rollins đã nhanh chóng giành chiến thắng trong chưa đầy năm phút, thực hiện đánh hạ bộ vào Lesnar khi trọng tài ngất và tung tuyệt chiêu của anh ta ba lần liên tiếp.
Lesnar trở lại Hell in a Cell vào tháng 9, làm gián đoạn trận đấu cùng tên tranh đai Universal Championship giữa Reigns và Strowman, đá tung cửa và tấn công cả hai đô vật, khiến trận đấu kết thúc và Strowman mất vali Money in the Bank. Vào đêm tiếp theo trong Raw, Quyền Tổng giám đốc Raw Baron Corbin thông báo Reigns phải bảo vệ đai Universal Championship trong trận đấu ba người với Lesnar và Strowman tại Crown Jewel vào ngày 2 tháng 11. Sau khi Reigns buộc phải từ bỏ  đai do bị bệnh bạch cầu, trận đấu thay đổi thành trận đấu đơn giữa Lesnar và Strowman để giành đai đang bỏ trống. Tại Crown Jewel, Lesnar đã đánh bại Strowman trong 3 phút để trở thành nhà vô địch Universal Championship lần thứ hai, nhờ  Baron Corbin tấn công Strowman trước trận đấu.
Sau khi giành đai, Lesnar được dự định đấu với AJ Styles tại Survivor Series trong trận đấu không tranh đai. Tuy nhiên, năm ngày trước Survivor Series, Styles đã thua và mất đai vô địch của mình vào tay Daniel Bryan trong SmackDown. Tại Survivor Series, Lesnar thắng. Lesnar sau đó bảo toàn đai trước Finn Bálor tại Royal Rumble vào ngày 27 tháng 1 năm 2019. Raw đêm hôm sau, Lesnar tấn công người chiến thắng trận đấu Royal Rumble nam năm 2019 Seth Rollins với 6 đòn F5, dẫn đến trận tranh đai tại WrestleMania 35. Tại WrestleMania 35, Brock đã tấn công Seth Rollins trước trận đấu. Rollins sau đó đánh đòn hạ bộ với Lesnar khi trọng tài đã gục và pin Lesnar, kết thúc 156 ngày giữ đai của anh.
Tại Money in the Bank vào ngày 19 tháng 5 năm 2019, Lesnar bất ngờ thay thế Sami Zayn trong trận Money in the Bank. Trước trận đấu, Zayn bị tấn công trong hậu trường. Sau đó trận đấu bắt đầu với chỉ 7 trong số 8 người tham gia thi đấu theo dự kiến. Ở cao trào của trận đấu, Lesnar trèo lên thang, hạ gục Ali, và giành được Money in the Bank, giúp anh có một trận tranh đai Univel Championship hoặc đai WWE Championship bất kỳ lúc nào anh muốn lựa chọn cho đến năm sau. Sau khi đe doạ giành được đai Univelsal Championship của Seth Rollins và đai WWE Championship của Kofi Kingston và thất bại trong nỗ lực giành đai của Seth Rollins tại Super ShowDown, Lesnar đã cash-in thành công bản hợp đồng Money in the Bank của mình để giành đai Universal Championship từ Rollins tại Extreme Rules vào ngày 14 tháng 7 ngay sau khi Rollins và nhà vô địch Raw Women's Becky Lynch đã giành được đai của họ tương ứng trước Baron Corbin và Lacey Evans trong trận đấu cùng tên. Tại SummerSlam vào ngày 11 tháng 8, Lesnar đã để mất đai vào tay Rollins, kết thúc 28 ngày giữ đai của mình.
Tháng 6 năm 2019, WWE thông báo Paul Heyman là giám đốc điều hành Raw. Heyman cũng xuất hiện trong SmackDown, do Lesnar chuyển sang thương hiệu này tại WWE Draft 2019, nhưng sau đó lại trở lại Raw. Ngày 11 tháng 6 năm 2020, có thông tin cho rằng Heyman đã không còn giữ vị trí giám đốc điều hành nữa, nhưng ông vẫn tiếp tục đi theo và biện hộ cho Lesnar.
Lesnar và Paul Heyman trở lại SmackDown vào ngày 17 tháng 9 để thách đấu Kofi Kingston cho đai WWE Championship. Kingston chấp nhận và Lesnar bất ngờ tấn công Kofi bằng đòn F5. Vào lễ kỷ niệm 20 năm của SmackDown vào ngày 4 tháng 10, Lesnar nhanh chóng đánh bại Kofi Kingston để giành đai WWE Championship lần thứ năm. Đây là trận đấu giành được đai này đầu tiên của Lesnar sau 15 năm. Sau chiến thắng của mình, Lesnar bị tấn công bởi cựu đối thủ UFC Cain Velasquez, ngay trong trận ra mắt WWE của Cain. Lesnar sau đó được dự định bảo vệ đai vô địch trước Cain Velasquez tại Crown Jewel vào ngày 31 tháng 10. Trong WWE Draft 2019, Lesnar được chuyển sang SmackDown. Tại Crown Jewel, Lesnar đã đánh bại Velasquez trong chưa đầy năm phút bằng đòn kimura lock. Sau trận đấu, Rey Mysterio đã tấn công Lesnar bằng ghế. Vào ngày 1 tháng 11 trong SmackDown, Lesnar và Paul Heyman rời chương trình để đuổi theo Mysterio, người được chuyển sang Raw với đai WWE Championship. Điều này dẫn đến việc Mysterio thách đấu Brock Lesnar cho đai WWE Championship tại Survivor Series, trận đấu được đưa ra chính thức như một trận đấu không luật phạm quy, mà Lesnar thắng, bất chấp việc Dominik cố gắng hỗ trợ Mysterio trong trận đấu.
Lesnar trở lại trong Raw ngày 6 tháng 1 năm 2020 để tuyên bố rằng không ai xứng đáng tranh đai WWE Championship tại Royal Rumble, vì vậy thay vào đó anh sẽ tham gia Royal Rumble với tư cách là người chiến thắng. Tại Royal Rumble vào ngày 26 tháng 1, Lesnar đã loại mười ba đối thủ mà anh phải đối mặt, lập kỷ lục cho số lần loại đối thủ nhiều nhất trong trận Royal Rumble, trước khi bị loại bởi Drew McIntyre, người đã giành chiến thắng trận Royal Rumble nam. Sau khi giành đai vô địch trước Ricochet tại Super ShowDown, Lesnar đã mất đai WWE Championship vào tay McIntyre trong sự kiện chính của WrestleMania 36 trong đêm thứ hai (được ghi hình vào ngày 25-26 tháng 3 và phát sóng vào ngày 5 tháng 4). Đây là lần xuất hiện cuối cùng của anh vào ngày 31 tháng 8, sau đó một số nguồn tin cho biết Lesnar đã không còn ký hợp đồng với WWE nữa
Heyman tiếp tục quản lý Lesnar đến WrestleMania 36, khi Drew McIntyre đánh bại Lesnar để giành đai vô địch WWE trong chưa đầy năm phút. Lesnar sau đó từ chối ký hợp đồng mới, và không còn thi đấu cho WWE nữa.

### The Bloodline và sự trở lại của Brock Lesnar (2020–nay)
Trong SmackDown ngày 28 tháng 8 năm 2020, Heyman xuất hiện trong hậu trường, hợp tác với Roman Reigns, và ông trở thành cố vấn đặc biệt cho Reigns (đóng vai trò quản lý) lần đầu tiên kể từ năm 2014. Tại Payback, Reigns đánh bại Wyatt và Strowman để lần thứ hai giành đai Toàn cầu. Trong SmackDown ngày 4 tháng 9, sau khi bị Big E tấn công và chấn thương hợp pháp, Jey Uso thế chỗ Big E trong trận Fatal 4-way với Riddle, King Corbin và Sheamus, và người thắng trận đấu sẽ có suốt tranh đai Universal Championship với Reigns tại Clash of Champions. Jey đã thắng khi đè đếm Ridde và có cơ hội giành một đai vô địch thế giới lần đầu tiên trong sự nghiệp đấu đơn của anh. Nhưng tại sự kiện này, Reigns đã thắng khi tung đòn khoá với Jey, và hạ gục anh trai Jey là Jimmy Uso. Cả hai đã tái đấu tại Hell in a Cell, và trận đấu sẽ diễn ra với thể thức lồng sắt, thêm quy tắc "I Quit" match, và nếu Jey thua, anh phải lựa chọn hoặc là phải tuân theo mọi mệnh lệnh của Reigns hoặc là bị đuổi khỏi gia tộc. Tại Hell in a Cell ngày 25 tháng 10, Reigns đã buộc Jey phải nói "I quit" sau khi anh tấn công Jimmy, qua đó vẫn tiếp tục giữ đai.
Trong SmackDown ngày 30 tháng 10, Jey đánh bại Daniel Bryan để có thể tham gia Team SmackDown tại Survivor Series; do đó trở thành "hell" và trở thành cánh tay phải của Reigns. Jey cũng được gọi bằng biệt danh "Maint Event Jey Uso". Vào ngày 21 tháng 2 năm 2021 tại Elimination Chamber, Jey tham gia trận đấu cùng tên, mà người thắng trận đấu sẽ được tranh đai với Reigns trong cùng đêm đó. Anh là người trụ lại sau cuối, nhưng bị loại bởi người thắng trận đấu là Daniel Bryan. Trong SmackDown, Jey giành cúp tưởng niệm André the Giant Memorial Battle Royal khi loại người trụ lại sau cuối Shinsuke Nakamura. Đây là trận thắng lớn đầu tiên của Jey tại WWE rất được khen ngợi.
Jimmy trở lại SmackDown ngày 7 tháng 5 sau khi đã hồi phục chấn thương, nhưng không tán thành việc Jey hợp tác với Reigns, thể hiện qua việc anh gọi Jey là "Reigns 'bitch" và mặc chiếc áo phông in dòng chữ "Nobody's Bitch". Trong SmackDown ngày 4 tháng 6, The Usos tái hợp và đấu với The Mysterious (Rey Mysterio và Dominik Mysterio) tranh đai SmackDown Tag Team Championship; nhưng kết quả trận đấu gây tranh cãi, do trọng tài đã không nhìn thấy vai Jey không chạm sàn khi bị đè đếm. Usos tái đấu cùng đêm đó, nhưng trong trận đấu, Reigns bất ngờ can thiệp và tấn công Mysterio, vì anh cho rằng không muốn The Usos phải một lần nữa mất mặt. Sau trận đấu, Reigns tấn công tàn bạo con trai Rey là Dominik; điều này khiến cho Jimmy cảm thấy Reigns đã đi quá xa và càng làm tăng thêm căng thẳng giữa Jey và Reigns. Sự bất đồng về lòng trung thành của Jey khiến Jey tạm thời rời đi trong SmackDown ngày 11 tháng 6; sau đó, Reigns làm cho Jimmy cảm thấy có lỗi vì sự bất hoà giữa hai người trong thời gian qua. Kết quả là, trong SmackDown ngày 18 tháng 6, Jimmy đề nghị giúp Reigns trong trận Hell in a Cell với Rey Mysterio, và anh đã giơ cao tay Reigns sau khi chiến thắng. Trong SmackDown tuần sau, Jimmy cố gắng hỗ trợ Reigns khi Edge tấn công Reigns.
Trong SmackDown ngày 9 tháng 7, Jey trở lại và The Usos đoàn tụ với Reigns, do đó cả hai đều trở thành "hell" và điều này cũng trực tiếp dẫn đến The Bloodline tái hợp một cách hợp lý. Trong SmackDown ngày 16 tháng 7, The Bloodline gặp nhóm của Edge và Mysterio trong trận đồng đội 6 người, và nhóm đã thắng; dù cả ba bị Edge tấn công sau trận đấu. Tại Money in the Bank, The Usos đánh bại The Mysterious để lần thứ năm giành SmackDown Tag Team; còn trong sự kiện chính, Reigns đánh bại Edge và bảo toàn đai.
Tại SummerSlam, Reigns đánh bại Cena trong trận tranh đai Universal Champion, nhưng ngay sau đó, khách hàng cũ của Heyman là Brock Lesnar bất ngờ trở lại chen ngang khi Reigns đang mừng chiến thắng. Trong SmackDown đêm tiếp theo, khi Heyman đang được Kayla Braxton phỏng vấn trong hậu trường thì Lesnar đã gọi điện cho Heyman và yêu cầu ông chuyển lời nhắn cho Roman Reigns, rằng Lesnar sẽ xuất hiện trong tuần tới tại SmackDown. Điều này dẫn tới sự nghi ngờ của Reigns về lòng trung thành của Heyman. Trong SmackDown ngày 10 tháng 9, Paul Heyman đến Madison Square Garden cùng Reigns và The Usos. Ông đã suýt phải nhận cú F5 từ Brock nếu Reigns không cứu ông. Reigns đánh bại Brock Lesnar tại Crown Jewel để bảo toàn đai. Trước khi rời Arab Saudi, Brock đã tweet với nội dung "khi tới SmackDown [tuần tới], tôi sẽ đánh bại một Roman Reigns bất trị". The Usos cố ngăn Lesnar khi tấn công anh nhưng thất bại. Lesnar đã tấn công một nhà sản xuất và một quan chức WWE, và thậm chí cả quan chức cấp cao WWE Adam Pearce. Điều này khiến Reigns buộc phải xuất hiện nhưng không làm gì được Lesnar. Pearce sau đó đình chỉ Lesnar vô thời hạn do hành động nguy hiểm của anh; tuần sau anh bị phạt thêm 1 triệu USD. Trong SmackDown ngày 17 tháng 12, Reigns sa thải và tấn công Heyman, qua đó chấm dứt mối làm ăn giữa hai người. Nhưng sau đó, Heyman được Lesnar giải cứu.
Tại sự kiện Day 1 tổ chức vào ngày 1 tháng 1 năm 2022, Brock Lesnar dự kiến tái đấu Reigns tranh đai Universal Championship, nhưng trận đấu đã bị hủy do Reigns xét nghiệm dương tính với COVID-19. Cũng trong đêm đó, Lesnar được thêm vào trận tranh đai WWE Championship, biến thành trận fatal five-way. Anh đã đánh bại cựu vô địch Big E, Seth Rollins, Kevin Owens và Bobby Lashley để vô địch đai. The Usos cũng bảo toàn đai trước nhóm New Day tại sự kiện này. Trong Raw ngày 3 tháng 1, Heyman một lần nữa trở lại làm cố vấn cho Lesnar. Mối làm ăn giữa hai người kéo dài đến Royal Rumble khi Reigns can thiệp vào trận tranh đai WWE Championship và Heyman đưa cho Reigns chức vô địch nhằm tấn công Lesnar, giúp Bobby Lashley thắng trận đấu và lên ngôi vô địch. Lesnar sau đó thắng trận Royal Rumble trong cùng đêm và vô địch đai  WWE Championship tại Elimination Chamber, biến trận đấu giữa anh với Reigns tại WrestleMania 38 thành trận Champion vs. Champion Winner Take All.

## Brock Lesnar (2012 - 2020)

### Trở lại WWE và Thù với Triple H

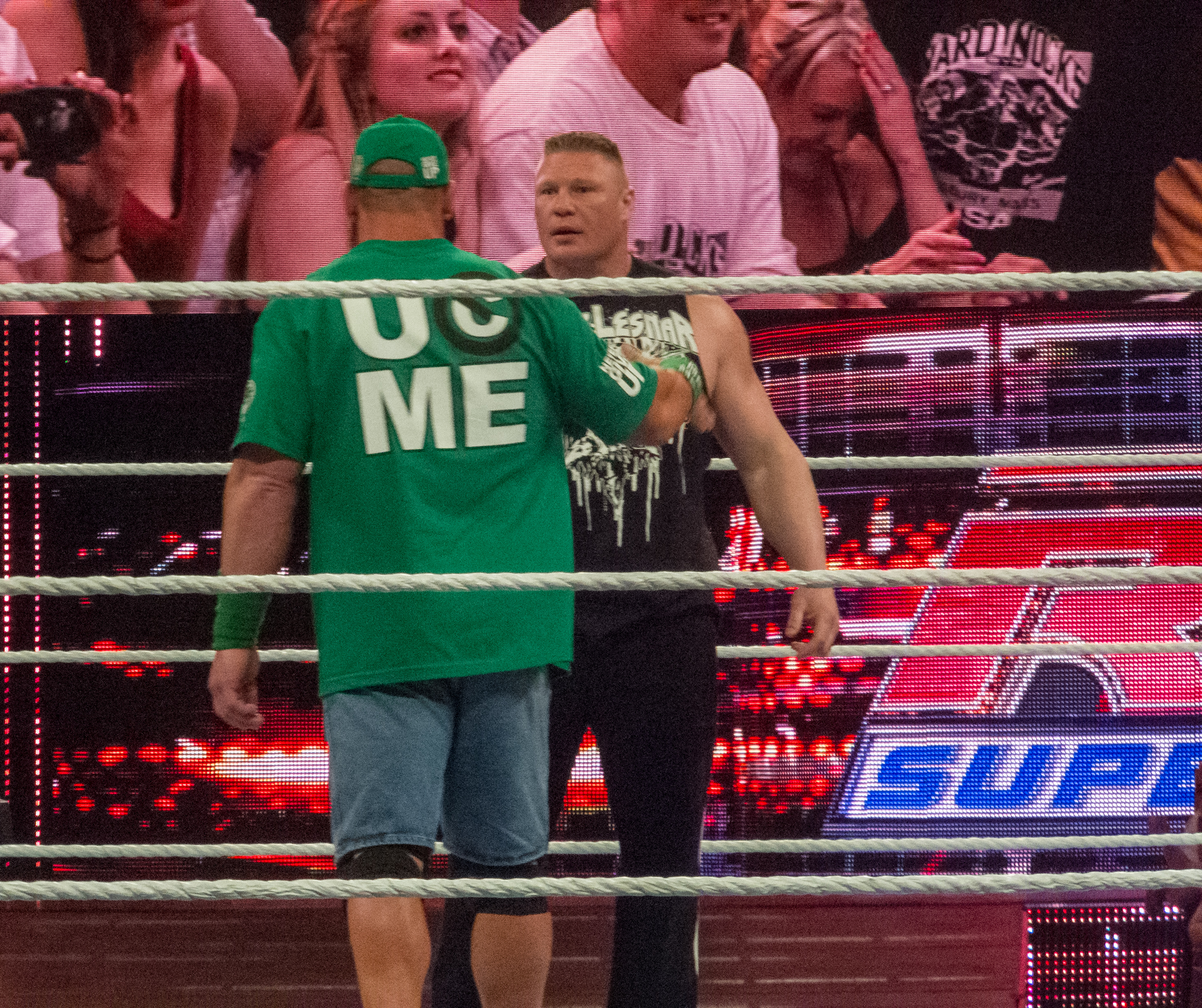
Brock Lesnar trở lại mặt đối mặt với John Cena vào tháng 4/2012.

Brock Lesnar trở lại WWE vào ngày 02 tháng 4 năm 2012 trong Raw, sau gần 8 năm vắng bóng, đối mặt với John Cena và tấn công Cena với một cú F-5. Tuần tới, Tổng Giám đốc John Laurinaitis tiết lộ rằng ông đã ký hợp đồng với Lesnar và tạo ra "gương mặt mới của WWE", trước đó cũng thông báo rằng Lesnar sẽ phải đối mặt với Cena tại Extreme Rules, với thể loại Extreme Rules. Cuối cùng, Lesnar đã bị thua trận đấu với Cena.. Sau khi bị đánh bại tại Extreme Rules trước John Cena.
Tại Raw tối hôm sau, COO Triple H đã tuyên bố rằng hủy hợp đồng của Brock Lesnar, kết quả là dẫn đến việc Lesnar nổi điên tấn công Triple H và bẻ gãy tay của Triple H bằng Kimura Lock. Paul Heyman trở lại WWE vào ngày 07 tháng 5 năm 2012 trong Raw như cố vấn pháp lý của Brock Lesnar. Heyman tuyên bố rằng Brock Lesnar đã rời khỏi công ty, và "không bao giờ quay trở lại". Tuần sau trong Raw, Heyman đối mặt Triple H, ông đưa cho Triple H một vụ kiện từ Lesnar cho một "vi phạm hợp đồng có hiệu lực", trước khi Triple H có thể tấn công nhầm vào mặt của Heyman, và xô Heyman ngã vào những sợi dây thừng, dẫn đến Heyman thông báo rằng ông sẽ nộp đơn kiện chống lại Triple H cho "cuộc tấn công". Vào ngày 18 tháng 6 trong Raw, Heyman từ chối thách thức Triple H cho một trận đấu tại SummerSlam, thay mặt cho Lesnar và trước khi ông bị Triple H đấm vào mặt. Cuối tháng đó, Heyman nói rằng Brock Lesnar sẽ trả lời thách đấu giữa Triple H với Brock tại Raw 1000.
Trên 23 tháng 7 trong Raw 1000, Heyman đã bị tấn công bởi Stephanie McMahon nhưng sau đó Lesnar xuất hiện và giải cứu cho Heyman nhưng đã bị Triple H đánh ngã khỏi sàn đấu, sau đó Brock chấp nhận thách đấu tại SummerSlam. Tại SummerSlam, Lesnar đánh bại Triple H bằng một số không đạt tiêu chuẩn phù hợp sau khi brock bẽ gãy cánh tay trái của Triple H bằng Kimura Lock. Đêm sau trong Raw, Lesnar nói rằng mình là "King of the Kings" và nói rằng ông sẽ rời công ty, chiến thắng trước Triple H để lại rằng Brock đã chinh phục được tất cả mọi thứ trong WWE. Lesnar trở lại Raw vào ngày 28 tháng 1 năm 2013, mặt đối mặt với Vince McMahon, ngắt lời của Vince khi ông đang muốn đưổi Paul Heyman. Bất chấp lời cầu xin Heyman, Lesnar tấn công McMahon với một cú F-5, dẫn đến việc McMahon chấn thương xương chậu. Tuần sau, trong MizTV talk show của The Miz, Raw giám sát viên Vickie Guerrero tiết lộ rằng Vickie là một trong những người đã ký hợp đồng mới với Lesnar để gây ấn tượng với Vince McMahon. Sau đó, Lesnar xuất hiện để tấn công The Miz và cho Miz ăn cú F-5. Vào ngày 25 tháng 2 trong Raw, Lesnar một lần nữa với ý định tấn công McMahon, chỉ nhầm mục đích để Triple H xuất hiện và có cuộc ẩu đã với anh, kết quả là Lesnar bị Triple H làm cho rách đầu và được khâu 18 mũi. Tuần sau đó, Triple H đã đưa ra một thách thức đối với Lesnar, chỉ để yêu cầu một trận tái đấu giữa anh và Lesnar tại WrestleMania 29, và Lesnar chấp nhận nhưng quy luật về trận đấu sẽ do Lesnar quyết định.. Tuần sau nữa, Triple H đã ký hợp đồng với Heyman cho trận đấu, sau đó ông tấn công Heyman nhằm mục đích kêu gọi Lesnar xuất hiện, kết quả là Lesnar xuất hiện và công bố luật rằng nếu Triple H thua ông sẽ phải từ bỏ sự nghiệp đấu vật của mình mãi mãi.

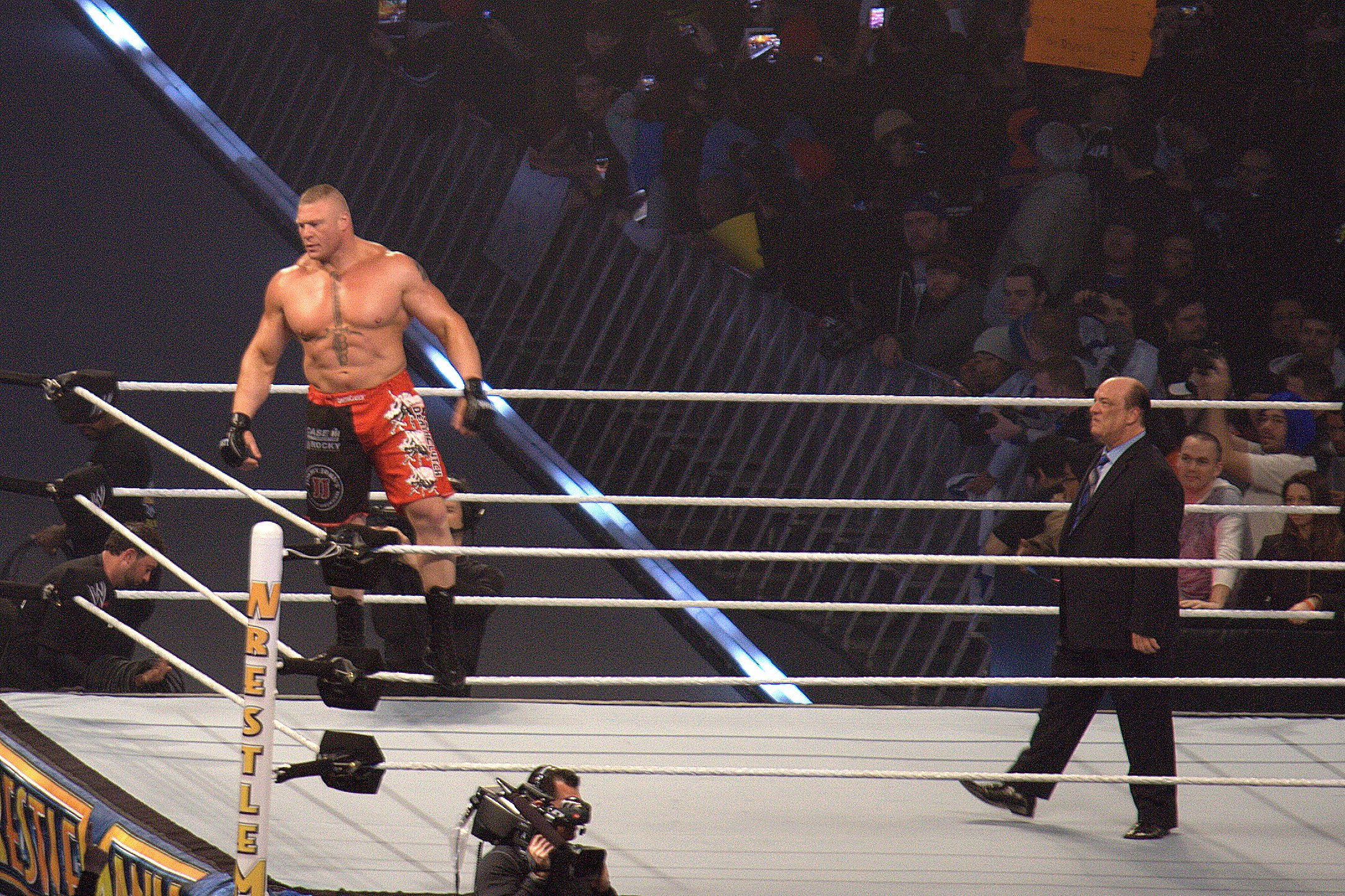
Brock Lesnar và Paul Heyman tại Wrestlemania 29.

Tại WrestleMania 29, Heyman bị dính đòn Sweet Chin Music từ Shawn Michaels, còn Lesnar bị dính đòn Pedigree lên "steel steps" từ Triple H và thua trận đấu. Vào ngày 15 tháng 4 trong Raw, Lesnar tấn công 3MB (Heath Slater, Drew McIntyre, và Jinder Mahal), Heyman thông báo rằng Brock Lesnar muốn có một trận tái đấu lần nữa với Triple H tại Extreme Rules trong một trận đấu Steel Cage. Vào tuần sau, Triple H chấp nhận trận đấu. Vài tuần sau đó, Lesnar và Heyman xâm lược trụ sở của WWE và Brock đập phá văn phòng của Triple H. Tại Extreme Rules, Lesnar đánh bại Triple H nhờ sự giúp đỡ của Heyman.

### Phá vỡ "The Streak" của Undertaker
Lesnar trở lại vào ngày 17 tháng 6 của Raw, anh xuất hiện và cho CM Punk ăn cú F-5. Ngày 15 tháng 7 của Raw, một lần nữa, Lesnar xuất hiện và tấn công Punk, đập Punk vào bàn bình luận nhiều lần, và sử dụng cú F5 lên bàn bình luận. Tuần sau trong Raw, Paul Heyman thay mặt Lesnar chấp nhận lời thách đấu của Punk tại SummerSlam. Ngày 5 tháng 8 của Raw, sau trận đấu giữa Punk và Axel, Lesnar xuất hiện giải cứu Heyman và tấn công Punk. Trong cuộc tấn công đó, Punk cố gắng đánh trả nhưng không làm được gì Lesnar. Lesnar sau đó đã sử dụng ghế đập nhiều lần lên người Punk.. Tuần sau đó, Punk trả thù bằng cách lấy máy quay đập vào đầu, và dùng ghế đập nhiều lần vào Lesnar, sau khi Heyman cố gắng dụ dỗ Punk chiến đấu với ông lẫn Lesnar thay vì trận đấu giữa ông và Punk. Sáu ngày sau tại SummerSlam, Lesnar đánh bại Punk trong trận No Disqualification.

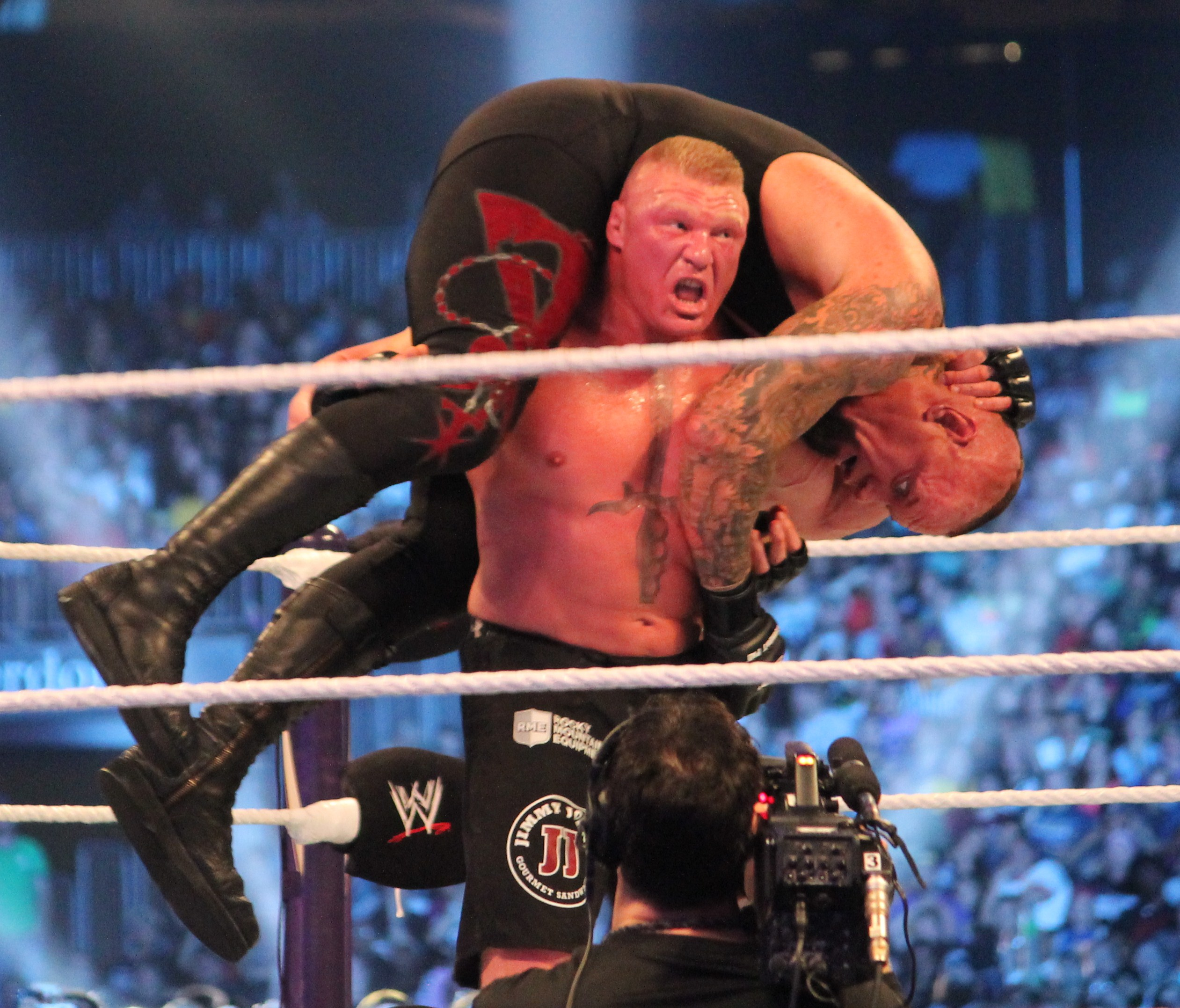
Lesnar thực hiện F-5, và đó cũng là kết thúc kỷ lục huyền thoại tại WrestleMania của The Undertaker.

Ngày 30 tháng 12 trong Raw, Lesnar trở lại cùng với Heyman để thách thức người chiến thắng WWE World Heavyweight Championship trong trận đấu giữa Randy Orton và John Cena tại Royal Rumble sắp tới. Lesnar sau đó thách thức bất kỳ ai muốn ngăn chặn anh, kết quả là Mark Henry xuất hiện và có một cuộc ẩu đã cho đến khi kết thúc bằng một cú "F5" từ Lesnar. Tuần sau trên "Old School" Raw, Mark Henry một lần nữa thách thức anh nhưng đã bị Lesnar làm cho chấn thương bằng "Kimura Lock". Big Show sau đó đi ra và đối mặt Lesnar, dẫn đến một cuộc ẩu đã ngắn giữa hai người. Lesnar đánh bại Big Show tại Royal Rumble.
24 Tháng 2 năm 2014 trong Raw, Lesnar nhận được một hợp đồng thách thức bất cứ ai anh muốn tại WrestleMania XXX, bù đắp cho việc anh không thể tham gia tranh WWE World Heavyweight Championship. Và The Undertaker trở lại, ông mặt đối mặt với Lesnar, và Lesnar chấp nhận thách thức cho trận đấu tại WrestleMania XXX sau đó. Lesnar trở thành người đầu tiên phá vỡ kỷ lục của Undertaker tại sự kiện này, kết thúc 22 năm huyền thoại của Undertaker tại WrestleMania.

### WWE World Heavyweight Champion

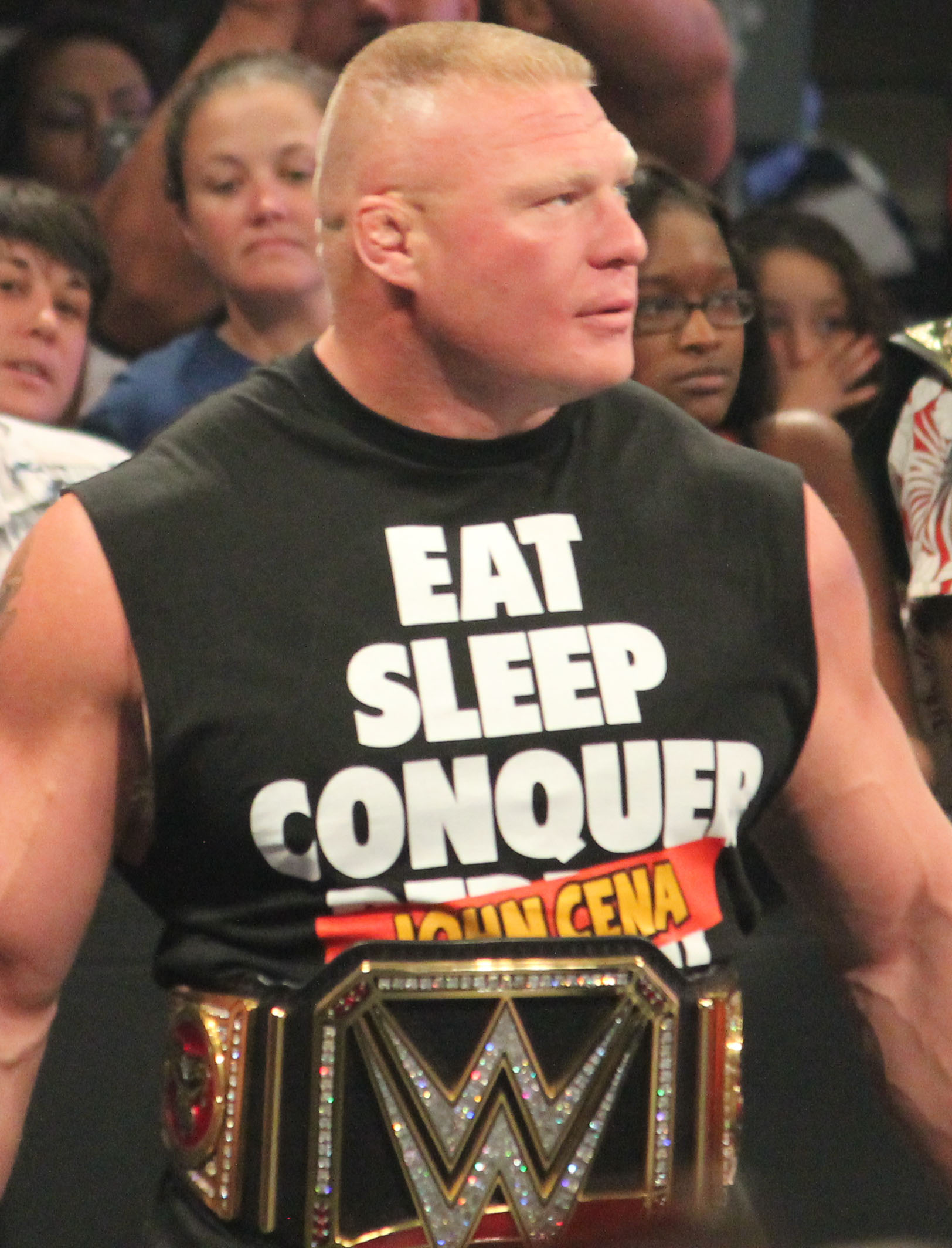
WWE World Heavyweight Champion Brock Lesnar trong năm 2014.

Vào ngày 21 tháng 7 năm 2014 trong Raw, Triple H thông báo rằng Lesnar sẽ đối mặt John Cena tại SummerSlam cho WWE World Heavyweight Championship. Tại SummerSlam, Lesnar đánh bại Cena trở thành tân WWE World Heavyweight Champion. Trong trận đấu đó, Lesnar sử dụng dòn German suplexes mười sáu lần và hai cú F5 lên người Cena. Raw' đêm sau đó, Lesnar được Triple H trao chiếc đai WWE World Heavyweight Championship với chiếc logo mới của WWE, và chính thức đai World Heavyweight Championship bị loại bỏ. Trên ngày 19 tháng 8 trong tập phim của WWE Main Event, có một thông báo rằng Cena yêu cầu trận tái đấu tranh đai chống lại Lesnar tại Night of Champions pay-per-view. Lesnar rốt cuộc bị sử thua do sự can thiệp của Seth Rollins, và Cena sau đó đã kip thời ngăn chặn Rollins cash in bằng hợp đồng Money in the Bank giúp Lesnar tiếp tục giữ vững chiếc đai của mình. Sau sự kiện này, Lesnar dự kiến sẽ không xuất hiện thêm một lần nào nữa cho đến hết năm 2014.
Ngày 15 tháng 12 tại Raw, Lesnar trở lại WWE và giúp đỡ Heyman bằng việc tấn công Jericho khi trận đấu của họ bắt đầu. Cuộc ẩu đả kết thúc bằng cú F5 lên Jericho của Lesnar. Sự kiện chính trong đêm, Lesnar can thiệp trận đấu giữa Cena và Rollins với 3 cú German Suplexes và F5 lên người Cena giúp cho Rollins dành chiến thắng dễ dàng. Tại Royal Rumble, Lesnar sẽ phải đối mặt với Cena tranh WWE World Heavyweight Championship. Có tin đồn rằng vào ngày 06 Tháng 4 năm 2015, hợp đồng của anh sẽ hết hạn với WWE, kết thúc chặng đường của anh với công ty. Raw ngày 12 tháng 1 năm 2015 tại sự kiện chính trong đêm, một hợp đồng ký thỏa thuận trận đấu đơn tranh đai bị thay đổi thành triple threat giữa Lesnar, Cena, và Rollins được diễn ra, và kết thúc với việc ẩu đã giữa cả ba. Tại sự kiện đặc biệt Raw Reunion ngày 19 tháng 1, Brock xuất hiện với vẻ mặt giận dữ khi bị Rollins sử dụng "Curb Stom" lên anh và đòi trả đũa Rollins nhưng bị The Authority ngăn cản. Tối hôm đó, Brock đi ra tấn công Rollins nhưng để Rollins chạy thoát, thay vào đó anh đã "F5" Kane lẫn Big Show.
Tại Royal Rumble, Lesnar đã bảo vệ thành công chiếc đai trước Cena và Rollins, mặc cho anh bị gãy xương trong suốt trận đấu. Và đối thủ tiếp theo của Lesnar tại WrestleMania 31 chính là Roman Reigns, người đã đại thắng tại 2015 Royal Rumble và đánh bại Daniel Bryan trong #1 Contender cũng cố vị trí tranh đai của mình tại Fastlane. Lesnar để mất WWE World Heavyweight Championship của mình khi Rollins sử dụng hợp đồng Money in the Bank trong khi trận đấu đang diễn ra, khiến cho trận đấu thành Triple Threat; Rollins pin Roman và dành chiến thắng. Đêm tiếp theo tại Raw, Lesnar tấn công bình luận viên Booker T, JBL, Michael Cole, và một nhân viên quay phim khi Rollins từ chối một trận tái đấu giữa họ, dẫn đến việc Stephanie McMahon đình chỉ vô thời hạn đối với Lesnar.

### Thù với The Undertaker
Lesnar trở lại ngày 15 tháng 6 của Raw, lần đầu tiên với vai trò "Face" kể từ năm 2003, Lesnar được The Authority lựa chọn tranh đai với Rollins tại Battleground. 4 tháng 7, Lesnar tham gia trận đấu không chính thức trên truyền hình Wrestling kể từ lần trở về WWE năm 2012, và đánh bại Kofi Kingston tại The Beast in the East trực tiếp tại Tokyo, trận đấu đấu kết thúc áp đảo tuyệt đối; sau trận đấu Lesnar tặng cú F5 cho mỗi thành viện The New Day trong đó bao gồm Kingston, Big E và Xavier Woods. Tại Battleground ngày 19 tháng 7, Lesnar làm chủ trận đấu trước Rollins, trong đó bao gồm mười ba cú "suplexes", trong lúc Lesnar định pin Rollins sau một cú F5 thì anh bị tấn công bởi The Undertaker, người đã cho Lesnar lãnh trọn hai cú "Tombstone Piledrivers". Trận đấu kết thúc với việc Lesnar dành chiến thắng bởi disqualification và Rollins tiếp tục bảo vệ danh hiệu của mình. Raw tối hôm sau, Undertaker giải thích rằng lý do không phải vì kết thúc WrestleMania streak của ông, mà là để sỉ nhục Lesnar cho những điều anh gây ra; dẫn đến sung đột giữa hai người khắp khán đài và trận tái đấu WrestleMania tại SummerSlam vào ngày 23 tháng 8. Tại đây Undertaker đánh bại Lesnar một cách tranh cãi. Trong trận đấu đó, Undertaker đã "tapped out" chiêu "Kimura" của Lesnar và một trong những người dưới đài cho đổ chuông kết thúc trận đấu, nhưng trọng tài không nhìn thấy điều đó và cho trận đấu tiếp tục. Undertaker thừa cơ hội đó dùng "lơ blow" lên Lesnar và dính đòn submission "Hell's Gate" của Undertaker. Đêm sau đó trong Raw, Lesnar và Heyman thách đấu thêm một trận đấu với Undertaker, và bị phá rồi bởi Bo Dallas, người đã nói mốc về thất bại của lesnar. Lesnar trã đũa bằng cách sử dụng rất nhiều German suplexes lên Dallas và kết thúc bằng cú F5.
Lesnar có lịch thi đấu đối đầu với Big Show tại một sự kiện trực tiếp tại sân Madison Square Garden vào ngày 3 tháng 10. Và tại Night of Champions, một thông báo trận đấu giữa Lesnar và Undertaker trong Hell in a Cell tại sự kiện Hell in a Cell. Vào ngày 3 tháng 10, Lesnar lần đầu tiên xuất hiện trong chương trình "house show" tại mỹ trong hơn một thập kỉ qua, đánh bại áp đảo trước Big Show tại sân Madison Garden Square.
Tại Hell in a Cell ngày 25 tháng 10, Lesnar đánh bại Undertaker trong trận cùng tên, sau khi tung một đòn hạ bộ và F5, qua đó chấm dứt mối thù. 

### Nhiều mối thù
Raw ngày 11 tháng 1 năm 2016, Lesnar tấn công New Day, The League of Nations và Kevin Owens, trước khi tung F5 với Reigns. Tuần sau, Lesnar xảy ra ẩu đả với Reigns, và cả hai đều bị The Wyatt Family tấn công. Anh tham gia Royal Rumble ở vị trí 23, loại 4 đối thủ trước khi bị Bray Wyatt loại với sự trợ giúp từ các thành viên The Wyatt Family. Lesnar đánh bại Wyatt và Luke Harper tại Road Block.
Raw ngày 25 tháng 1, Stephanie McMahon lên lịch cho trận đấu ba người giữa Lesnar, Reigns và Dean Ambrose tại Fastlane để xác định ứng cử viên số 1 tranh WWE World Heavyweight Championship với Triple H tại WrestleMania 32. Trong những tuần tiếp theo, Lesnar liên tục bị Ambrose khiêu khích. Tại Fastlane, ngày 21 tháng 2, anh đã thua khi Reigns đè đếm Ambrose thành công. Do vậy, Lesnar tấn công Ambrose trong bãi đậu xe khi Ambrose tới nhà thi đấu. Ambrose quay trở lại trong đêm đó bằng xe cứu thương ăn cắp được và thách đấu Lesnar trong trận No Holds Barred Street Fight tại WrestleMania 32 ngày 3 tháng 4, và Lesnar đã thắng khi tung "F5" với Ambrose lên một đống ghế.

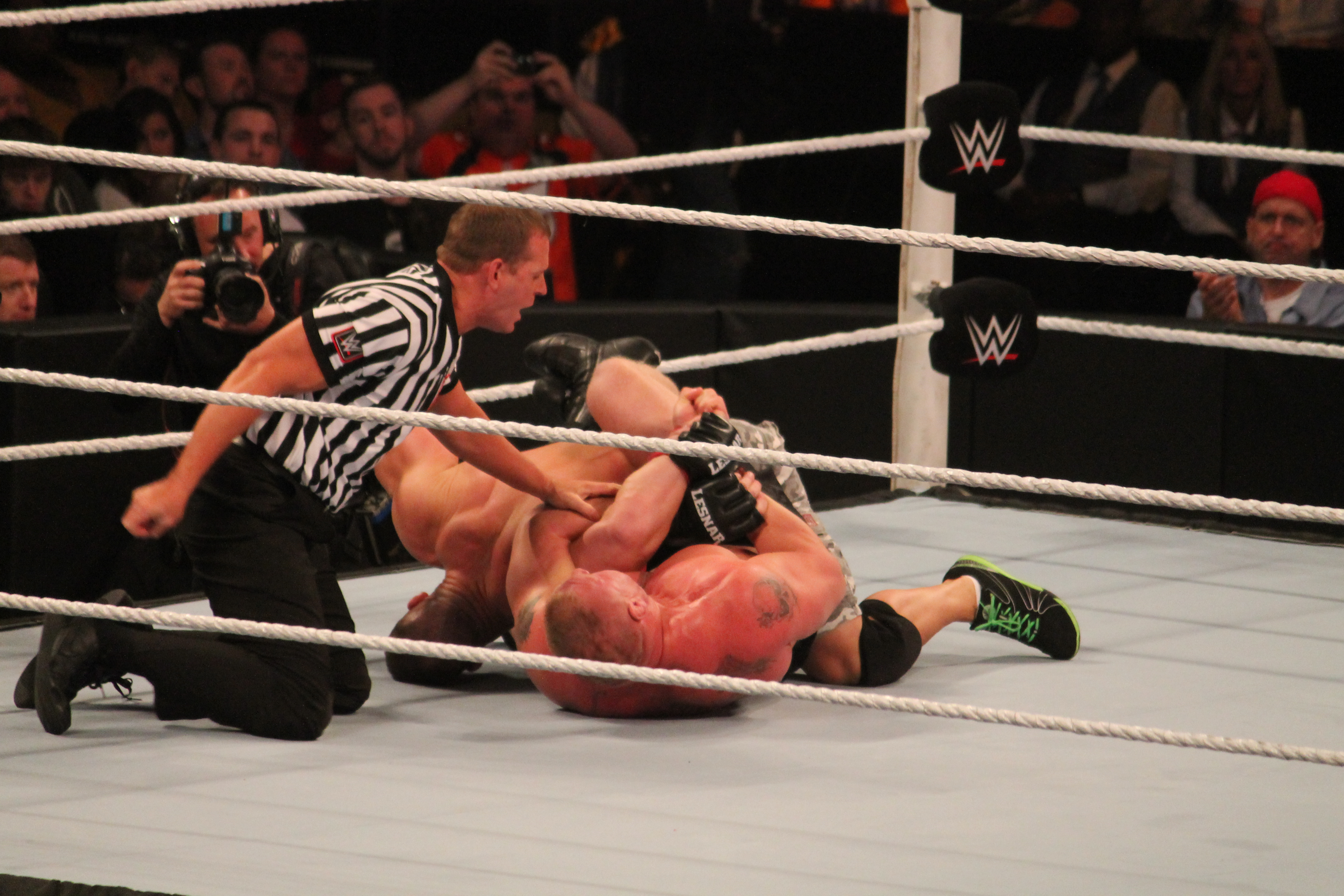
Lesnar tung "kimura lock" với John Cena.

Trong SmackDown ngày 7 tháng 7, Lesnar được tiết lộ là đối thủ của Randy Orton, người vừa trở lại WWE, tại SummerSlam. Lesnar sau đó thất bại trong hai cuộc kiểm tra ma túy cho trận đấu tại UFC 200 nhưng không bị WWE đình chỉ vì anh chỉ làm việc half-time. Tại WWE Draft 2016 ngày 19 tháng 7, Lesnar là lựa chọn số 5 cho thương hiệu Raw. Một số nguồn tin cho rằng anh sẽ đứng số 1 nếu không dính vào lùm xùm tại UFC. Orton được chuyển sang SmackDown, biến trận đấu của họ thành liên thương hiệu, trong khi WWE coi đó trận đấu mười lăm năm mới có một lần. Cùng Heyman, Lesnar trở lại Raw ngày 1 tháng 8 (lần đầu tiên xuất hiện trên một chương trình của WWE kể từ WrestleMania 32), nhưng bị Orton tấn công bằng đòn RKO. Lesnar sau đó tấn công lại Orton trong SmackDown vào đêm hôm sau, tung "F5" với Orton. Tại SummerSlam, Lesnar đánh bại Orton bằng đòn khoá, khiến Orton bị một vết thương lớn trên trán mà sẽ cần khâu 10 mũi. Lesnar cũng tung "F5" với Shane McMahon khi Shane phản đối việc anh làm. Đoạn kết khiến nhiều người tin rằng Lesnar đã làm sai kịch bản khiến Orton gặp chấn thương nghiêm trọng, dù Vince McMahon tuyên bố kịch bản đã được lên kế hoạch. Lesnar sau đó bị phạt 500$ vì tung "F5" với Shane và do cuộc tấn công của anh với Orton.
Vào ngày 10 tháng 10 trong Raw, Heyman, thay mặt Lesnar, thách đấu Goldberg, khi các vụ khiêu khích giữa hai đô vật diễn ra liên tục vài tháng qua trên mạng xã hội. Heyman cho rằng Goldberg là một khiếm khuyết trong sự nghiệp WWE của Lesnar, vì Goldberg đã đánh bại Lesnar tại WrestleMania XX năm 2004. Raw ngày 17 tháng 10, Goldberg trở lại WWE sau 20 năm vắng bóng, chấp nhận lời thách đấu của Lensar và hẹn gặp tại Survivor Series. Trong Raw cuối cùng trước Survivor Series, cả hai face-to-face lần đầu sau 20 năm, và nhanh chóng xảy ra xung đột khi Lesnar xúc phạm gia đình Goldberg khiến nhân viên an ninh phải can ngăn. Tại Survivor Series ngày 20 tháng 11, Lesnar thua Goldberg sau 1 phút 26 giây, đánh dấu trận thua đầu tiên của anh sau ba năm. Đêm tiếp theo trong Raw, Goldberg tuyên bố mình là người đầu tiên tham gia trận Royal Rumble 2017. Raw tuần sau, Heyman phát biểu về trận đấu tại Survivor Series, nói rằng Lesnar đã đánh giá thấp Goldberg và trận đấu là nỗi sỉ nhục và xấu hổ đối với cả Heyman lẫn Lesnar, đồng thời cũng cho biết Lesnar sẽ tham gia Royal Rumble vì anh muốn chứng minh điều gì đó. Lesnar trở lại Raw ngày 16 tháng 1, đối mặt với những đô vật tham gia Royal Rumble, tấn công Sami Zayn, Seth Rollins và Roman Reigns. Tại Royal Rumble ngày 29 tháng 1, Lesnar xuất phát ở vị trí 26, loại Enzo Amore, Dean Ambrose và Dolph Ziggler trước khi đối mặt với Goldberg, người xuất phát ở vị trí 28. Lesnar sau đó thua do bị Reigns loại.

## CM Punk (2012 - 2013)

### WWE Champion
Trong ngày 3 tháng 9 tại Raw, trong trận đấu Falls Count Anywhere giữa John Cena và Alberto Del Rio, CM Punk tấn công Cena, Heyman được nhìn thấy ngay trong chiếc xe của Punk. Điều này đồng nghĩa với việc CM Punk hợp tác với Heyman. Heyman bắt đầu làm quản lý và đi theo Punk trên mỗi tuần của Raw. Tại Night of Champions, Punk bảo vệ được WWE Championship trước Cena sau khi trọng tài tuyên bố trận đấu hòa nhau. Punk tiếp tục thù với Cena, bất chấp chấn thương cánh tay của anh,, anh từ chối yêu cầu của Mick Foley và Jim Ross cho trận đấu tại Hell in a Cell và dẫn đến cuộc ẩu đả giữa anh và Chủ tịch Vince McMahon. Cena hủy tư cách tham gia trận đấu tại Hell in a Cell vì chấn thương anh mắt phải, và người thay thế đó là Ryback. Ngày 28 tháng 10 tại pay-per-view, Punk, với sự giúp đỡ của trọng tài Brad Maddox, anh đánh bại Ryback trong một trận Hell in a Cell và tiếp tục giữ đai WWE Championship.

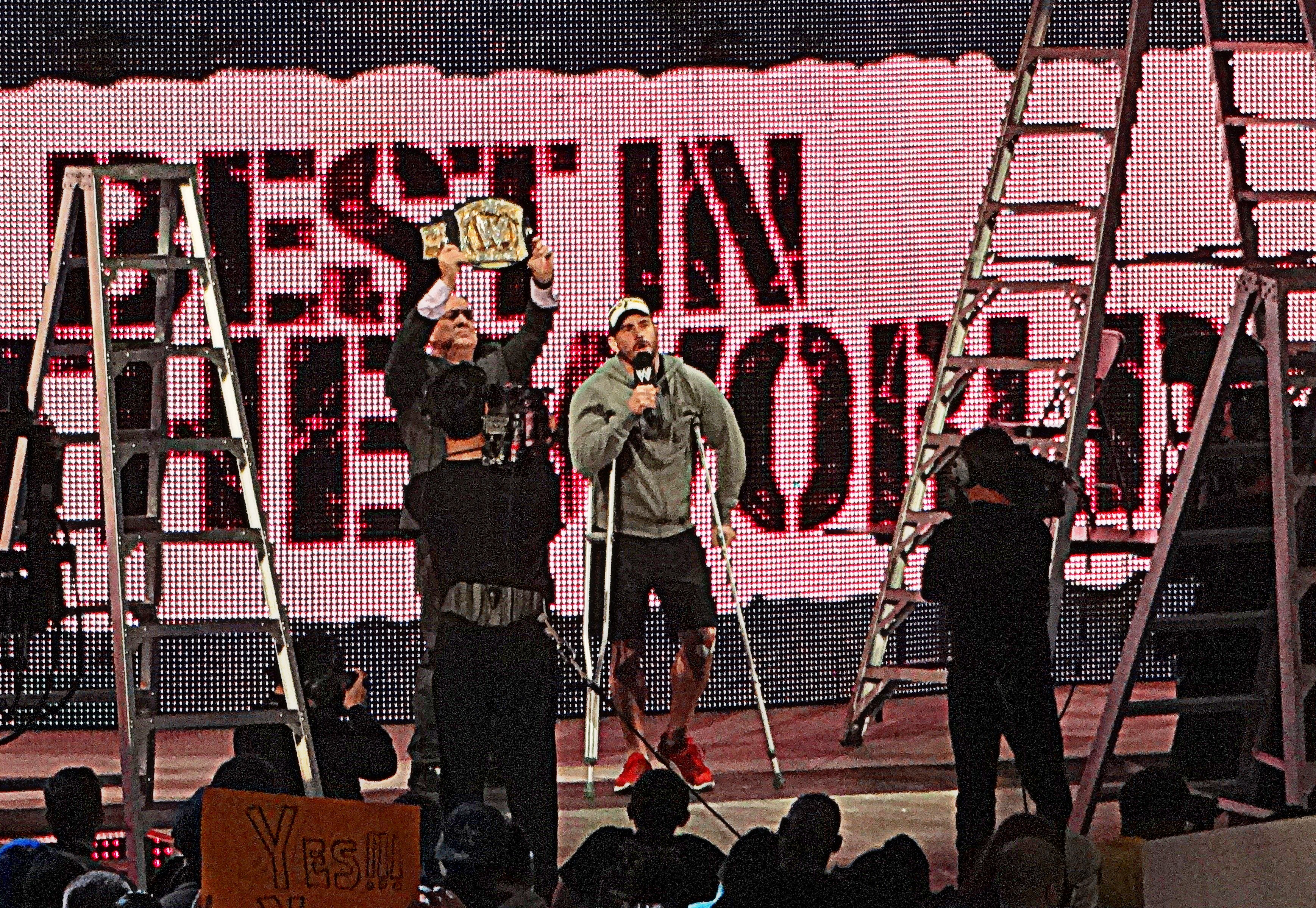
Khi Punk bị chấn thương đi cùng với Paul Heyman vào Raw tháng 12 năm 2012.

Tối hôm sau trong Raw, Mick Foley rất tức giận và thách đấu với Punk vì từ chối để chọn John Cena tại Hell in a Cell. Điều này dẫn đến trận đấu 5-đối mặt-5 tại Survivor Series, và Punk chọn Alberto Del Rio, Cody Rhodes, Damien Sandow, và The Miz là thành viên của nhóm mình. Các tuần tiếp theo, Punk được thay thế chức nhóm trưởng lại cho Dolph Ziggler, và tham gia trận đấu Triple Threat cho đai WWE Championship đối đầu với John Cena và Ryback được thay thế do Mr. McMahon. Vào ngày 18 tháng 11 tại pay-pay-per, Punk đã giành chiến thắng bằng cách pin Cena, sau sự can thiệp từ một nhóm mang tên The Shield, bao gồm Dean Ambrose, Seth Rollins, và Roman Reigns, và Punk chính thức giữ được đai WWE Championship trọn nguyên 1 năm. Trên ngày 04 tháng 12, Punk đã trải qua phẫu thuật, thế nên anh được loại bỏ khỏi trận tranh đai chống lại Ryback tại TLC:Tables, Ladders, Chairs. Punk trở lại thi đấu vào ngày 07 Tháng 1 năm 2013 trong Raw, và được sắp xếp tranh WWE Championship chống lại Ryback trong trận đấu Tables, Ladders, Chairs, nhằm để bù lại anh vắng mặt tại TLC, sau đó The Shield can thiệp trận đấu.

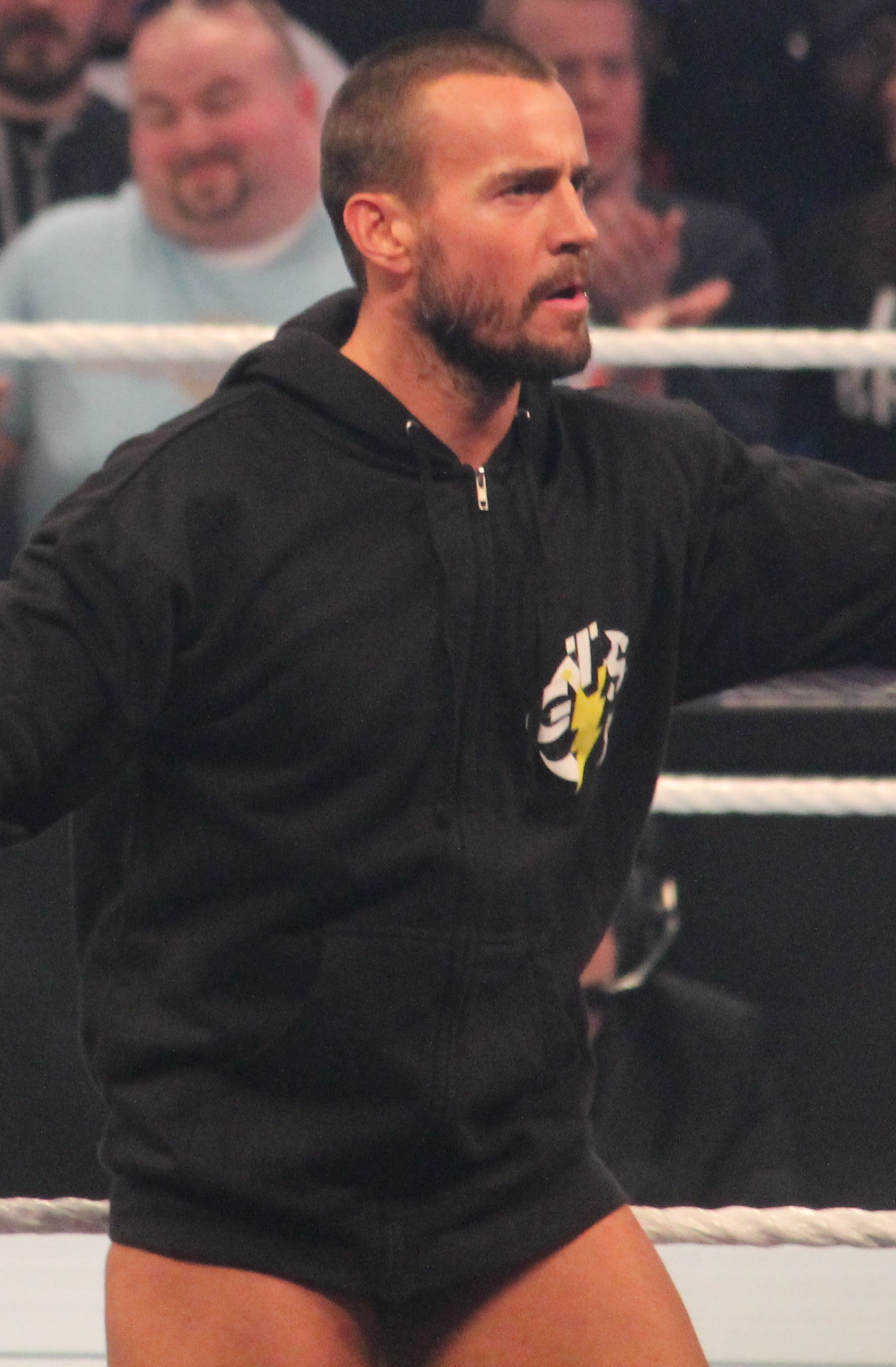
Punk tại Elimination Chamber trước trận tái đấu WWE Championship với The Rock.

Tại Royal Rumble ngày 27 tháng 1 năm 2013, Punk đã bảo vệ đai WWE Championship trước The Rock trong một trận đấu với quy định rằng nếu The Shield can thiệp, Punk sẽ bị tước danh hiệu. Punk ban đầu được pin The Rock bảo vệ thành công chiếc đai sau khi The Shield đẩy The Rock vào chiếc bàn, trong khi đó trường quay đã bị tắt đèn. Vince McMahon xuất hiện bắt đầu thông báo rằng Punk sẽ bị tước đai, nhưng Mr.McMahon đã cho trận đấu được tái đấu theo yêu cầu của The Rock, và Punk ngay lập tức bị mất đai WWE Championship vào tay The Rock, kết thúc kỷ lục 434 ngày giữa đai của Punk. Punk nhận được một trận tái đấu với Rock vào ngày 17 tháng 2 tại sự kiện Elimination Chamber, với quy định Rock sẽ mất chức vô địch WWE nếu Rock phạm quy định do Punk đề ra, nhưng Rock thắng Punk tại Elimination Chamber và tiếp tục giữ đai. Ngày 25 tháng 2 trong Raw, Punk phải đối mặt với người chiến thắng Royal Rumble John Cena cho #1 contendership để tranh đai WWE Championship, nhưng Punk đã bị đánh bại.

### Phản bội
Punk bắt đầu tham vọng về việc chấm dứt streak của The Undertaker tại WrestleMania để được tất cả người hâm mộ tôn trọng anh, ví như họ đã lấy đai WWE rời xa anh. Punk sau đó đánh bại Big Show, Randy Orton, Sheamus và trong một trận đấu Fatal 4-Way ngày 04 tháng 3 trong Raw, và được một suất đấu với Undertaker tại WrestleMania.

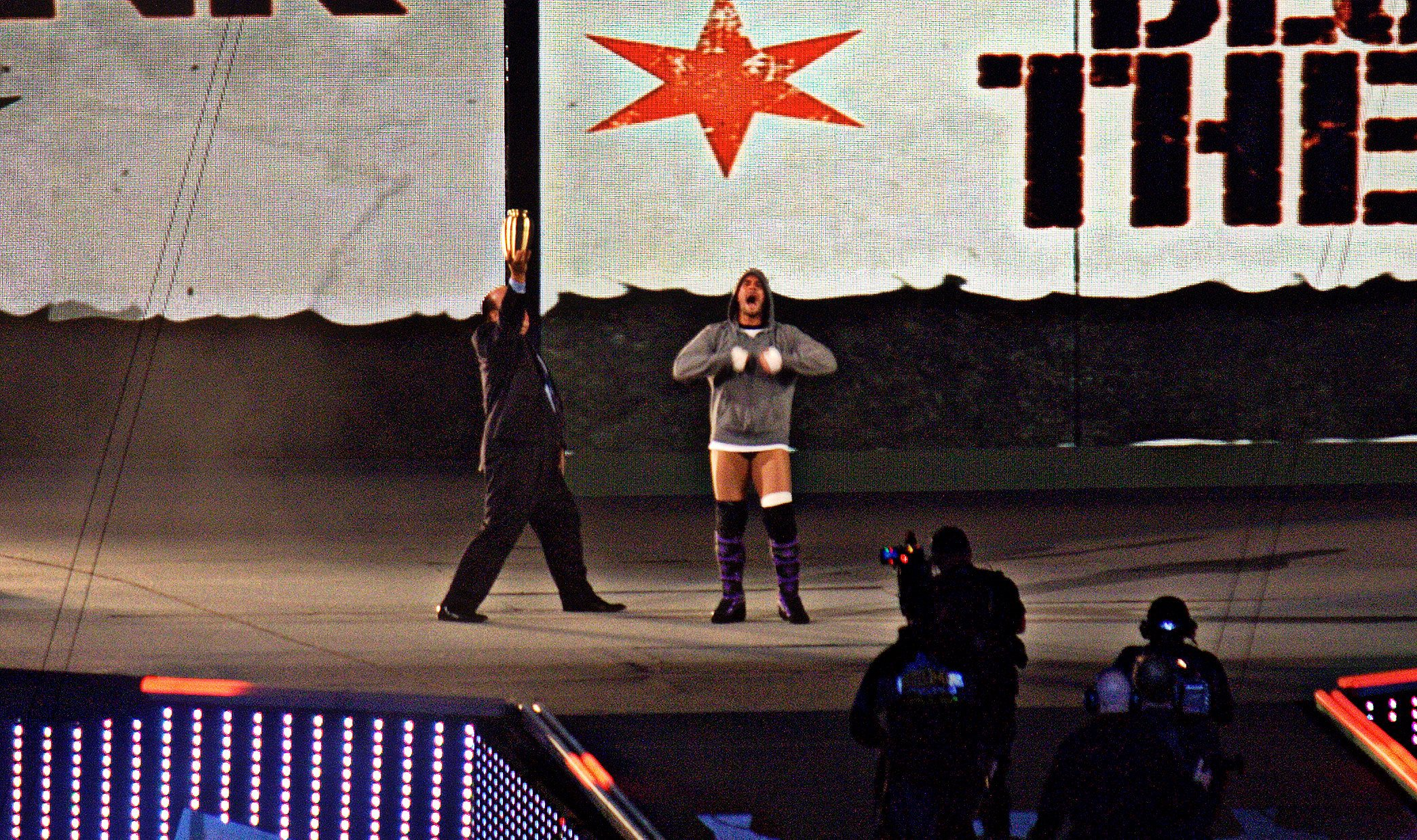
CM Punk tại Wrestlemania 29.

Sau cái chết của Paul Bearer. Một cốt truyện liên quan đến Punk thường xuyên sỉ nhục The Undertaker thông qua hình ảnh và thiếu tôn trọng cái chết của Paul Bearer. Punk làm gián đoạn buổi lễ tôn vinh Bearer của The Undertaker trên Raw, với việc ăn cắp chiếc bình tro cốt của Bearer và sau đó sử dụng nó để tấn công Kane, sỉ nhục nhóm Brothers of Destruction và sỉ nhục cả Bearer. Ngày 07 Tháng 4 tại WrestleMania 29, Punk bị đánh bại bởi The Undertaker, và nâng kỉ luật của Undertaker lên 21-0 và ông lấy lại chiếc bình của mình.
Vào ngày 15 tháng 4 tập phim của Raw, Punk nói đến thời gian còn giữ đai vô địch của mình, và sau đó Punk bước ra khỏi đấu trường bỏ lại Paul một mình. CM Punk được lên kế hoạch trở lại sàn đấu WWE tại WWE Payback trên 16 tháng 6 đối đầu với Chris Jericho. Tại WWE Payback, CM Punk trở lại với sự cổ vũ nhiệt tình của khán giả Chicago, và đánh bại Jericho.
Sau Payback, một video độc quyền phát sóng trên WWE.com, Punk nói với Heyman rằng ông là người bạn của mình và không phải khách hàng của Heyman, sau đó Punk bỏ đi. Vào ngày 17 tháng 6 của Raw, Punk thách đấu với Alberto Del Rio, và cũng đề cập đến việc không muốn Heyman làm quản lý của anh nữa. Trước trận đấu với Del Rio, Punk đã nói rằng anh xem Heyman làm bạn chứ không phải là khách hàng của Heyman, và anh cũng khuyên Heyman không nên đi với Curtis Axel vào ring trong trận đấu Axel đối đầu Sin Cara, nhưng Heyman đã từ chối và tiếp tục đi cùng với Axel vào ring. Sau trận đấu giữa Punk với Alberto Del Rio, Brock Lesnar trở lại và cho Punk ăn F-5, và cũng đồng nghĩa với việc Punk chuyển sang vai Face. Tuần sau trong Raw, Punk yêu cầu câu trả lời từ Heyman về việc Lesnar tấn công anh, Heyman thề rằng ông không kêu Brock tấn công Punk. Punk đã tha thứ cho Heyman và ôm lấy anh, và xem ông là người bạn của mình. Punk sau đó có trận đấu với Darren Young, sau chiến thắng của mình, anh đã bị tấn công bởi Titus O'Neil cho đến khi Curtis Axel cứu anh, trong sự bất ngờ của Punk. Heyman tuyên bố rằng ông và Axel sẽ cùng Punk chống lại The Prime Time Players vào tuần tới, một lần nữa Punk chấp nhận. Tại Money in the Bank, Heyman đã phản bội Punk, khi Punk định lấy chiếc cặp Raw Money in the Bank, Heyman dùng chiếc thang đập vào người Punk nhiều lần khiến anh ngã xuống. Từ đó bắt đầu mối thù giữa họ.

## Curtis Axel (2013)

### Gia nhập và mối thù nhỏ với Triple H
Trong tháng 5, trang web chính thức của WWE đã bắt đầu điều tra khả năng của Heyman có một "khách hàng" thứ ba. Vào ngày 20 tháng 5 năm 2013 trong Raw, Paul Heyman công bố Michael McGillicutty là thành viên mới của "Paul Heyman Guy" và cho anh một cái tên mới là "Curtis Axel". Tên anh bắt ngưồn từ tên của cha anh, Curt, và biệt danh ông nội anh Larry "The Axe." Tối hôm đó, Axel đấu với Triple H trong trận đấu đầu tiên của mình. Trận đấu kết thúc với chiến thắng cho Curtis vì Triple H có các triệu chứng choáng voáng và mất ký ức. Vào ngày 24 tháng 5 trong SmackDown, Axel đánh bại Sin Cara.
Trong hai tuần liên tiếp tại Raw, Axel giành chiến thắng hai lần bằng count-out trước WWE Champion John Cena do bi can thiệp của Ryback. Vào ngày 07 tháng 6 trong SmackDown, Axel đánh bại Chris Jericho với một roll-up sau khi Jericho bị phân tâm bởi tiếng nhạc của CM Punk được phát ra, nhưng bị Jericho tấn công sau chiến thắng. Raw sau đó, Axel đánh bại Triple H hai lần trong một đêm, lần đầu khi Vince McMahon xuất hiện và kết thúc trận đấu vì không đạt chuẩn. Sau đó, Triple H yêu cầu trận đấu được quay lại, như lần đầu tiên Vince McMahon đã trở lại và kết thúc trận đấu và cho Triple H thua cuộc, mặc dù Triple H không có bất cứ trục trặc gì.

### Intercontinental Champion

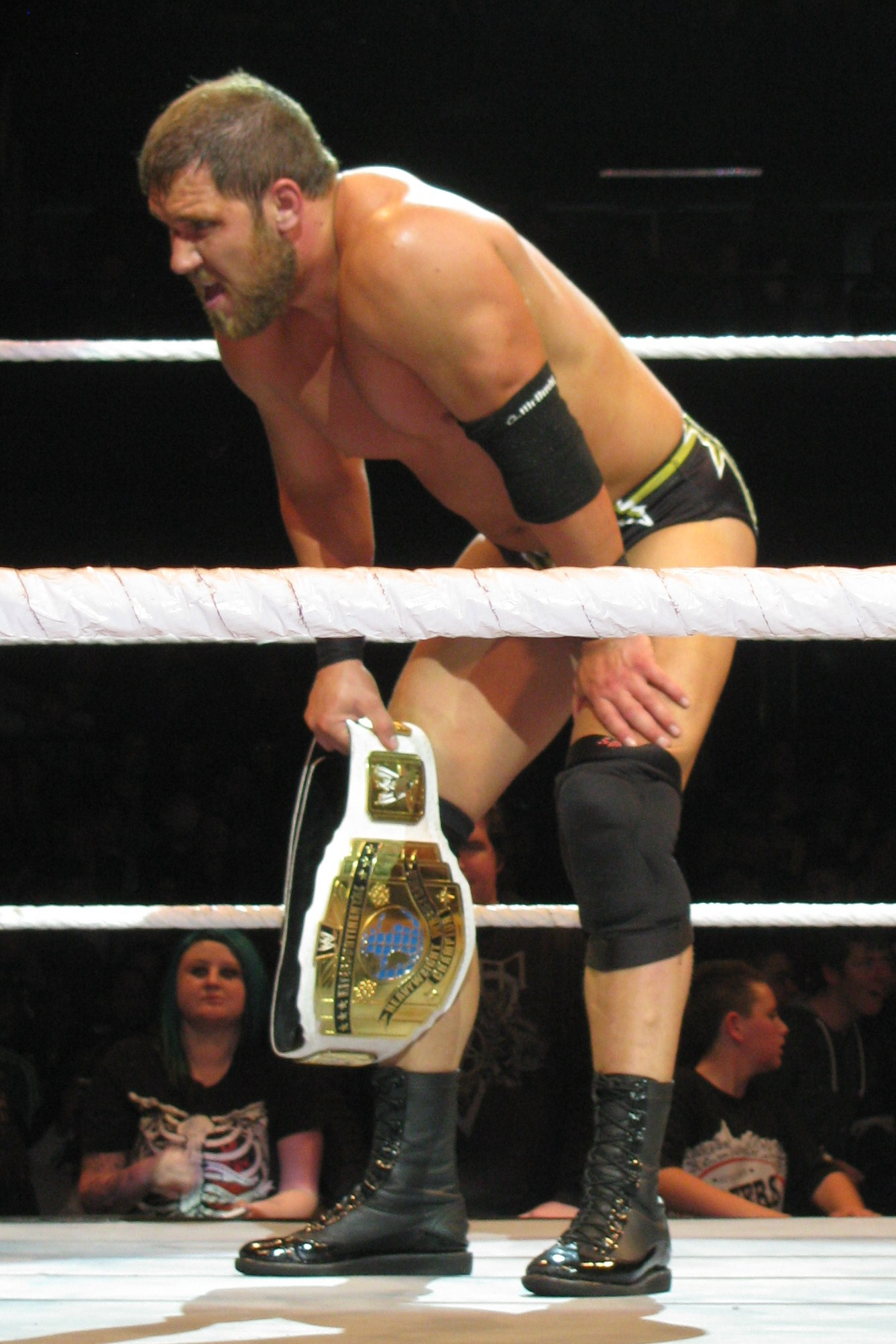
Axel đang giữ đai WWE Intercontinental Championship.

Axel giành được WWE Intercontinental Championship tại pay-per-view WWE Payback khi anh đánh bại Wade Barrett và The Miz trong một trận đấu tay ba. Tối hôm sau trên Raw, Axel nâng kỷ lục chiến thắng của mình bằng cách đánh bại Sin Cara với một finisher mới của anh. Axel lần đầu bảo vệ chức vô địch của mình trong một tập của SmackDown, Axel đánh bại Barrett trong một trận tái đấu. Vào ngày 24 tháng 6 của Raw, Axel được Heyman kêu gọi giúp đỡ CM Punk khi anh bị nhóm Prime Time Players tấn công, Punk sau đó tỏ ra khá bất ngờ. Điều này dẫn đến một trận đấu đội cho tuần sau trong Raw. Tuần sau trong Raw, Axel giành chiến thắng cho đôi của mình khi Punk sử dụng Go To Sleep lên Darren Young, và Axel pin Darren Young giành chiến thắng.
Axel chính thức thua trận đầu tiên kể từ khi trở thành "khách hàng" của Heyman vào ngày 8 tháng 7 trong Raw, khi anh đã bị pin bởi Chris Jericho trong một trận đấu không tranh đai. Anh tiếp tục để thua Jericho sau bốn ngày sau đó trên SmackDown, thua bởi countout. Sau trận đấu, Axel đã rất tức giận, đập chiếc bàn bình luận. Hai ngày sau tại Money in the Bank, Axel đánh bại The Miz và giữ lại Intercontinental Championship của mình. Sau trận đấu, Axel và Heyman đã xuất hiện bất ngờ ở gần cuối trận đấu của Money in the Bank Ladder Match tranh WWE Championship, và tấn công Daniel Bryan lẫn CM Punk. Trong ngày 19 thang 7 của SmackDown, Axel đánh bại Chris Jericho bằng pin sau khi nhờ sự giúp đỡ của Heyman trong một trận tranh đai. Vào ngày 05 tháng 8 trong Raw, Axel đối mặt với Punk, nhưng trận đấu kết thúc bằng việc Punk túng lấy cổ áo của Heyman, sau đó Brock Lesnar giải cứu cho Heyman. Raw tuần tiếp theo, Axel chạy vào ring và có cuộc ẩu đả với Punk, kết quả anh bị đánh tơi bời.
Tuần sau trong Raw, Axel để thua Punk, anh cùng với Heyman tấn công Punk sau đó. Axel cùng với Heyman sẽ đối đầu với Punk tại Night of Champions trong một trận "handicap elimination match". Trong PPV, Heyman xin Triple H hủy bỏ trận đấu, nhưng Triple H từ chối, không chỉ không hủy bỏ trận đấu,ông còn tạo thêm trận đấu giữa Axel bảo vệ đai Intercontinental Championship của mình trước Kofi Kingston. Axel đánh bại Kingston tiếp tục giữ đai, nhưng sau đó ông bị Punk loại bỏ khỏi trận đấu đêm đó, để lại Heyman một mình đối đầu với Punk. Ryback sau đó đã can thiệp trận đấu bằng cách ủi vào người Punk xuyên qua một chiếc bảng. Tại WWE Battleground ngày 06 tháng 10, Axel đánh bại R-Truth bảo vệ thành công Intercontinental Championship của mình. Tối hôm sau trên Raw, Axel hợp tác với Ryback đối mặt với R-Truth và CM Punk. Và anh bị pin bởi R-Truth. Trên 11 tháng 10 trong SmackDown, Axel một lần nữa bảo vệ thành công Intercontinental Championship trước R-Truth. Tại Hell in a Cell, Axel đã được lên kế hoạch có trận tranh đai đối đầu với Big E Langston, tuy nhiên trận đấu đã bị hủy bỏ do chấn thương hông của Curtis. Sau khi Heyman tuyên bố ở Raw ngày 11 tháng 11 rằng Ryback không còn là thành viên của nhóm. Và tại SmackDown 18 tháng 11, Axel tuyên bố với Ryback rằng anh cũng không còn là thành viên của "Paul Heyman Guy". Tuần sau đó trong Raw, Axel mất đai cho Big E Langston trong một trận tái đấu giữa hai người.

## The Shield
Có nhiều mối nghi ngờ rằng Paul Heyman đứng đằng sau điều khiển nhóm, khi The Shield debut vào ngày 18 tháng 11 năm 2012 tại WWE Survivor Series, nhóm gồm có Dean Ambrose, Roman Reigns, và Seth Rollins tấn công vào Main Event, trận Triple Threat giữa CM Punk, John Cena, và Ryback cho WWE Championship. Họ powerbombed Ryback lên chiếc bàn bình luận, để cho Punk pin Cena giành chiến thắng và giữ lại chiếc đai của mình. Vén lên rằng đứng sau tất cả là Punk. Mặc dù tuyên bố rằng nhóm không làm việc cho CM Punk lẫn Paul Heyman. Họ đã tấn công kẻ thù của Punk như Ryback, The Miz, Kane, và Daniel Bryan. Trên 07 tháng một trong Raw, The Shield lần nữa giúp đỡ Punk bằng cách tấn công Ryback trong trận đấu Tables, Ladders, và Chairs tranh WWE Championship, kết quả là Punk giữ được đai. Vào ngày 21 tháng 1, trong tập cuối cùng của Raw trước Royal Rumble 2013, The Shield sử dụng powerbombed lên The Rock, kết quả là Vince McMahon tuyên bố rằng nếu The Shield can thiệp vào trận tranh đai thì Punk sẽ bị mất đai WWE Championship. Bốn ngày sau đó trên SmackDown, Punk từ chối hợp tác với The Shield trước khi gọi họ ra và thông báo cho họ rằng anh không muốn họ can thiệp vào trận tranh đai sắp tới của anh. Tuy nhiên, trong trận tranh đai của Punk tại Royal Rumble, đèn bị tắt đi và The Rock bị The Shield tấn công trong bóng tối, dẫn đến Punk pin The Rock và giữ lại danh hiệu của mình. Trận đấu sau đó đã được khởi động lại bởi McMahon, và The Rock giành được WWE Championship. Đêm sau trong Raw, Vince McMahon đã tiết lộ một đoạn phim, trong đó tiết lộ rằng The Shield và Brad Maddox tất cả đều làm việc Paul Heyman. Dẫn đến việc Heyman bị đuổi khỏi WWE nhưng sau đó nhờ có Brock Lesnar can thiệp.

## Thành viên

### Hiện tại
| Thành viên   | Gia nhập                                                             | Ghi chú         |
| ------------ | -------------------------------------------------------------------- | --------------- |
| Paul Heyman  | 7 tháng 5 năm 2012                                                   | Cố vấn đặc biệt |
| Roman Reigns | 23 tháng 8 — 17 tháng 12 năm 2021, 29 tháng 1 năm 2022 — nay         |                 |
| Jey Uso      | 30 tháng 10 — 17 tháng 12 năm 2020, 29 tháng 1 năm 2022 — nay        |                 |
| Jimmy Uso    | 7 tháng 5 năm 2021 — 17 tháng 12 năm 2021, 29 tháng 1 năm 2022 — nay |                 |

### Thành viên cũ
| Thành viên   | Gia nhập                              | Rời nhóm                                   | Ghi chú |
| ------------ | ------------------------------------- | ------------------------------------------ | ------- |
| CM Punk      | 3 tháng 9 năm 2012                    | 14 tháng 7 năm 2013                        |         |
| Ryback       | 17 tháng 9 năm 2013                   | 11 tháng 11 năm 2013                       |         |
| Curtis Axel  | 20 tháng 5 năm 2013                   | 15 tháng 11 năm 2013                       |         |
| Cesaro       | 8 tháng 4 năm 2014                    | 21 tháng 7 năm 2014                        |         |
| Brock Lesnar | 7 tháng 5 năm 2012 2 tháng 1 năm 2022 | 25/26 tháng 3 năm 2020 29 tháng 1 năm 2022 |         |

### Nhóm phụ đang hoạt động
| Tên nhóm      | Thành viên                            | style="background: #e3e3e3;"                          | Thời gian hoạt động                                                                                     | style="background: #e3e3e3;" | Ghi chú |
| The Bloodline | Paul Heyman, Roman Reigns và The Usos | 2020 — 17 tháng 12 năm 2021 29 tháng 1 năm 2022 — nay | Nhóm do Reigns lãnh đạo. Tên của nhóm xuất phát từ việc Reigns và The Usos là anh em họ ngoài đời thực. |                              |         |
| The Usos      | Jimmy Uso và Jey Uso                  | 2020 — 17 tháng 12 năm 2021 29 tháng 1 năm 2022 — nay | |                              |         |

### Nhóm phụ không hoạt động
| Tên nhóm   | Thành viên                                 | style="background: #e3e3e3;" | Thời gian hoạt động                                                                      | style="background: #e3e3e3;" | Ghi chú |
| The Shield | Dean Ambrose, Seth Rollins và Roman Reigns | 2012—2013                    | Nhóm hoạt động ngầm theo yêu cầu của Paul Heyman, nhưng sau đó tách ra thành nhóm riêng. |                              |         |

## Trong đấu vật
- Chiêu thức
  - Brock Lesnar
    - F-5 (Spin-out fireman's carry facebuster)
    - Kimura lock – 2012–2020[132]

  - CM Punk

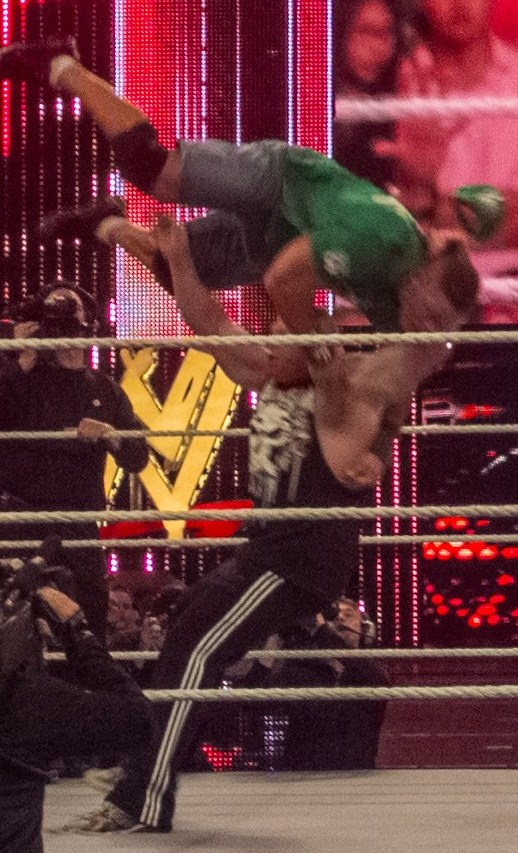
Lesnar thực hiện F5 lên John Cena.

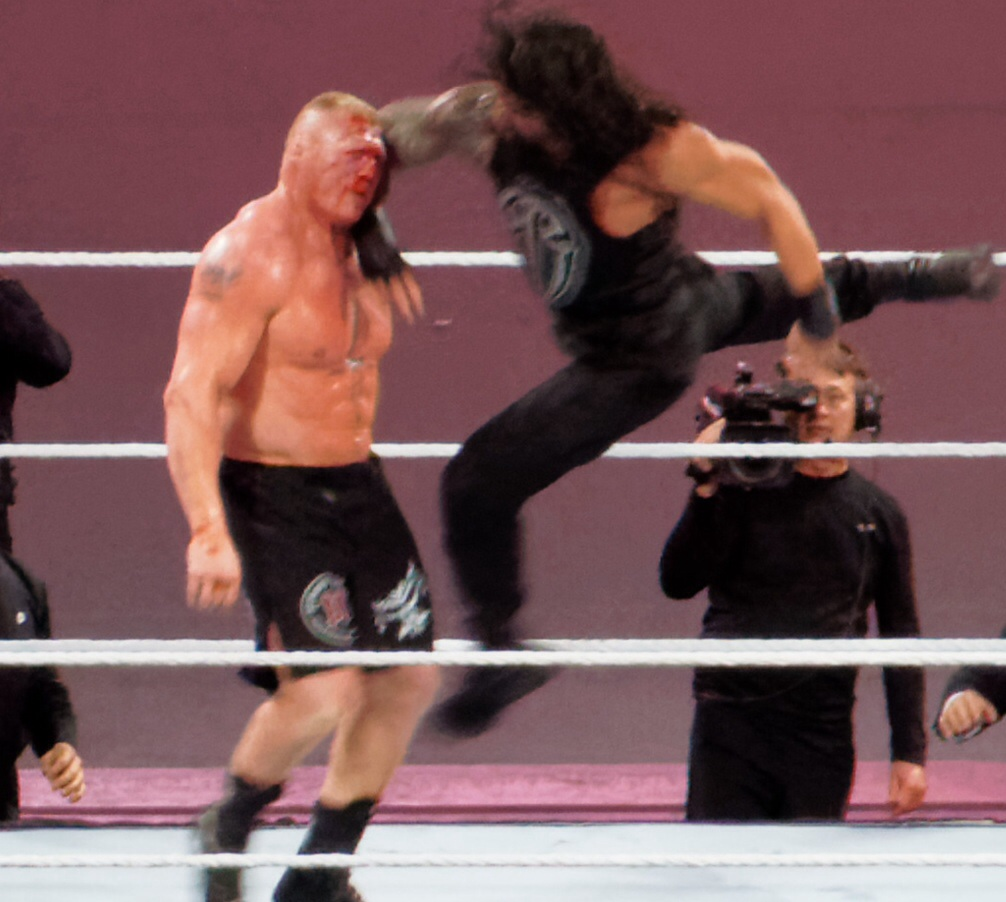
Reigns tung Superman Punch với Brock Lesnar.

    - Anaconda Vise (Arm-trap triangle choke)[133][134]
    - GTS – Go To Sleep (Fireman's carry dropped into a knee lift)[133]

  - Roman Reigns
    - Spears
    - Superman Punch (đôi khi kèm vũ khí)

  - Curtis Axel
    - Perfect-Plex (Bridging fisherman suplex)[135] – bắt chước lại cha anh Curt Hennig
    - Running one-armed swinging neckbreaker[136][137]

  - Ryback
    - Shell Shock (Cradle suplex lifted and dropped into a running horizontal muscle buster)[138][139][140][141]

  - Cesaro
    - Neutralizer (Cradle belly-to-back inverted mat slam/facedriver)[142][143]
- Nhạc nền
  - "Next Big Thing" bởi Jim Johnston (2 tháng 4 năm 2012; 6 tháng 1 năm 2014 - 2020) - Brock Lesnar
  - "Next Big Thing (Remix)" bởi Jim Johnston (9 tháng 4 năm 2012 – 30 tháng 12 năm 2013) - Brock Lesnar
  - "Cult of Personality" bởi Living Colour (3 tháng 9 năm 2012 – 5 tháng 7 năm 2013) - CM Punk[144]
  - "The Truth Reigns" bởi Jim Johnston (23 tháng 8 năm 2020 — 30 tháng 4 năm 2021) — Roman Reigns
  - "Head of the Table" (30 tháng 4 năm 2021 — nay) — Roman Reigns
  - "Reborn" bởi CFO$ (20 tháng 5 năm 2013 – 15 tháng 11 năm 2013) - Curtis Axel
  - "Meat On the Table" by Jim Johnston (17 tháng 9 năm 2013 - 11 tháng 11 năm 2013) - Ryback
  - "Swiss Made" by CFO$ (21 tháng 4 năm 2014 - 21 Tháng 7 năm 2014) - Cesaro

## Các đai vô địch và danh hiệu
- Pro Wrestling Illustrated

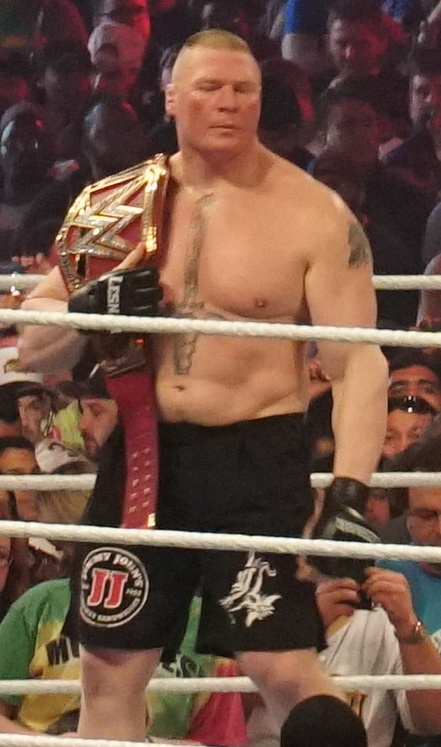
Dưới sự dẫn dắt của Paul Heyman, Brock Lesnar (hình) đang hai lần giành WWE Championship và ba lần giành đai WWE Universal Championship...

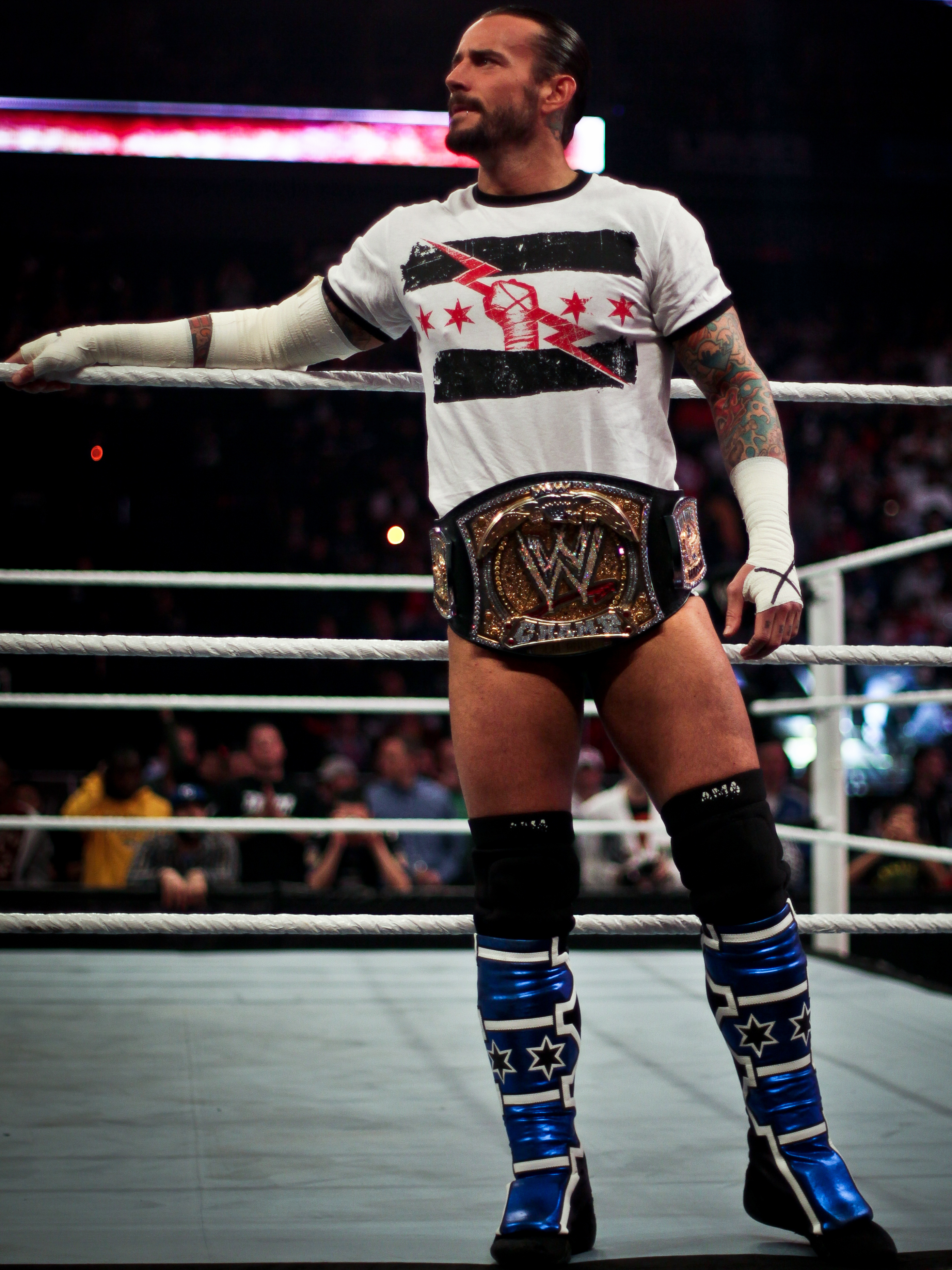
...CM Punk từng một lần giành WWE Championship — lúc đó còn gọi là đai WWE World Heavyweight Championship...

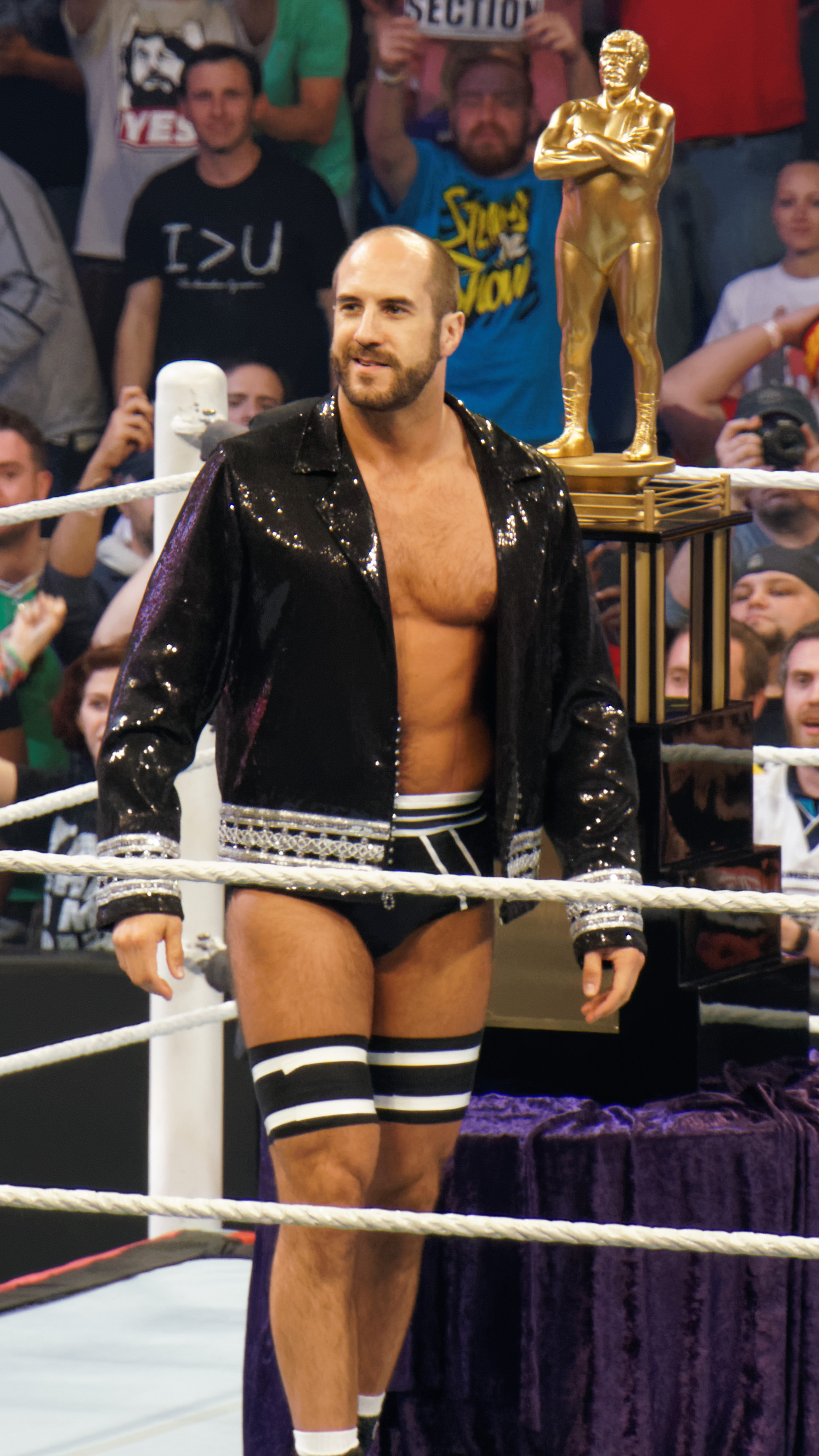
...Cesaro tham gia nhóm trong thời gian ngắn, là người đầu tiên và một lần giành cúp tưởng niệm André the Giant Memorial Trophy tại WrestleMania XXX...

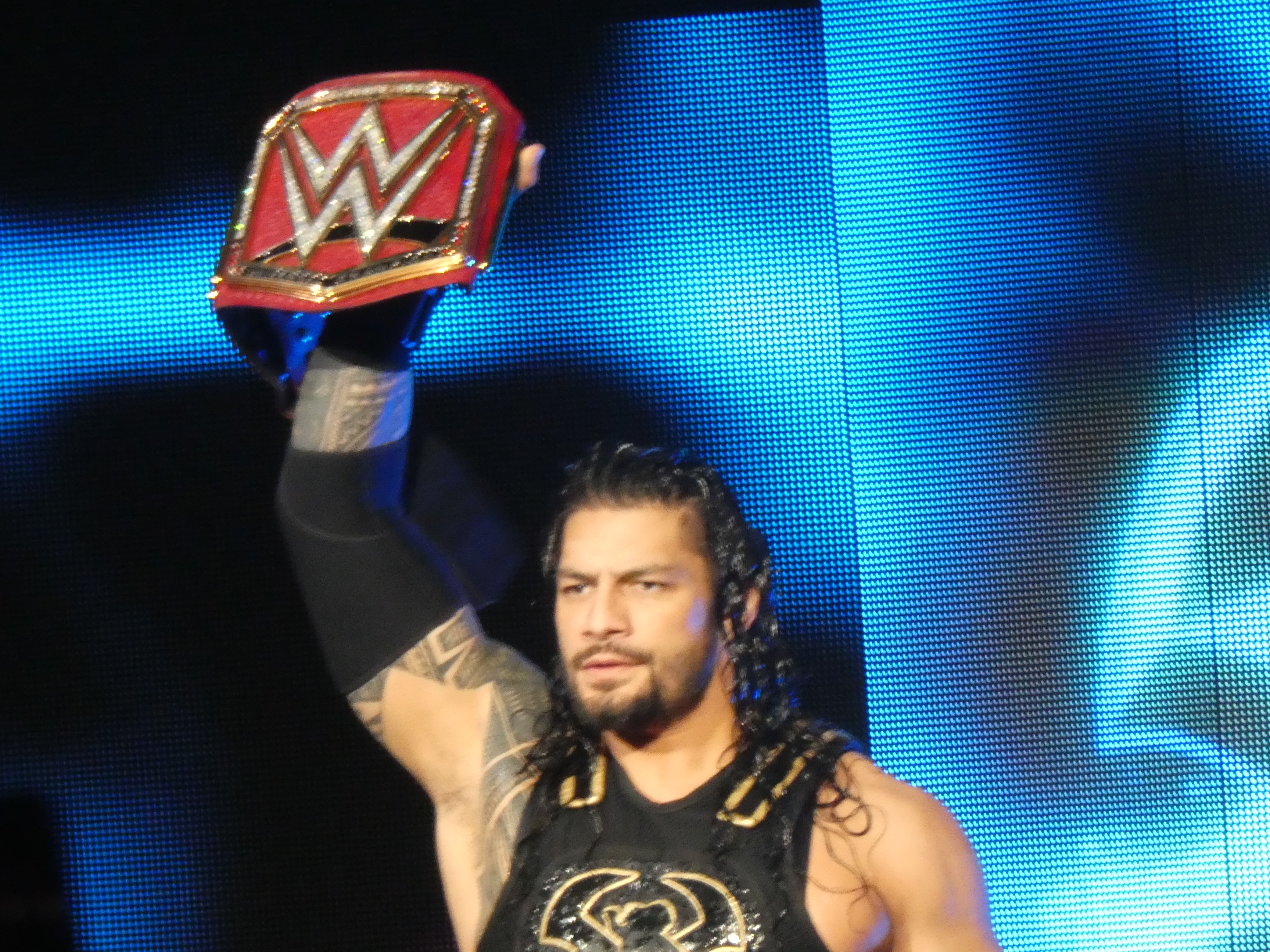
... còn Roman Reigns thì một lần giành đai WWE Universal Championship, và giữ đai này lâu nhất...

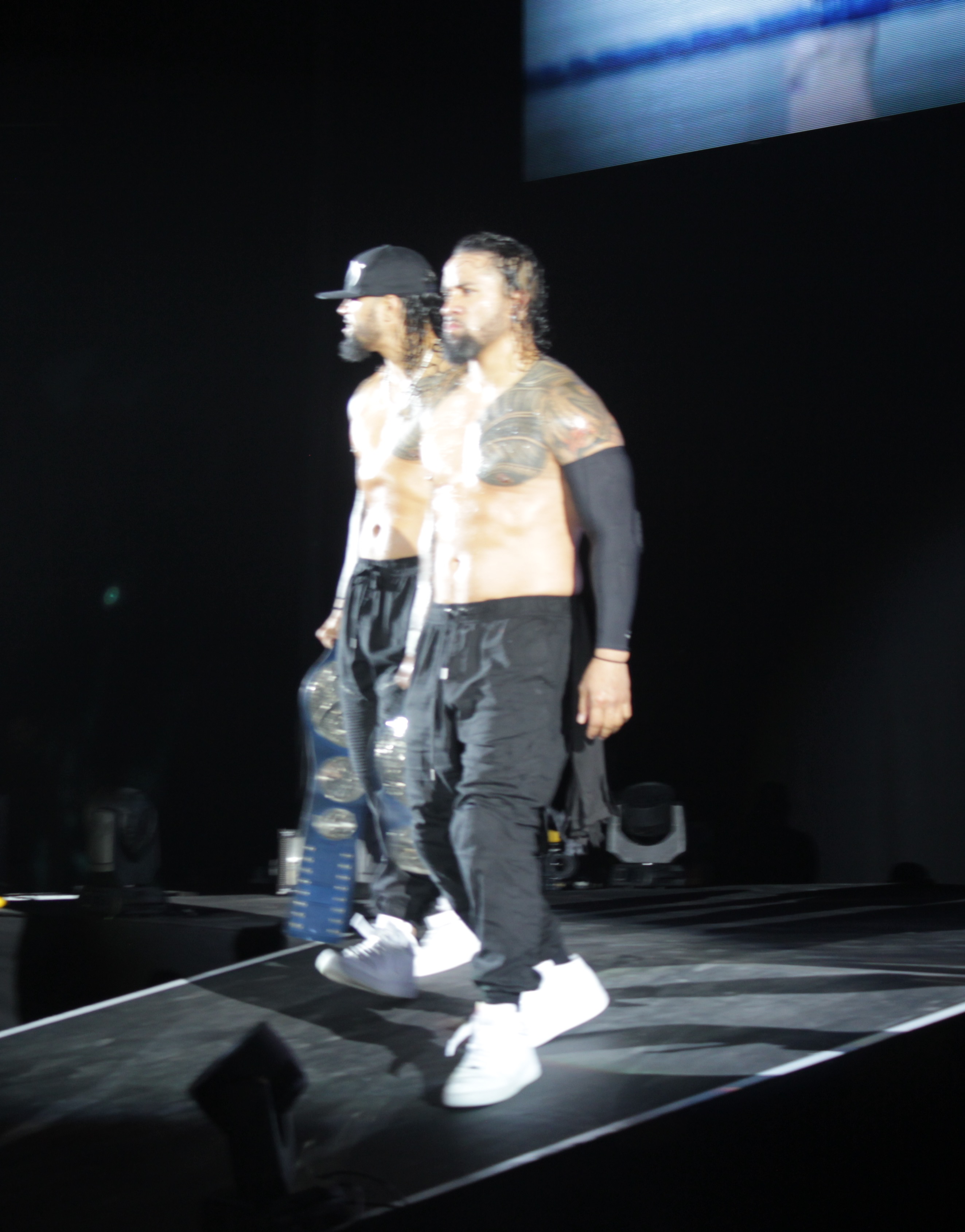
...The Usos (Jey Uso và Jimmy Uso) là đội duy nhất trong nhóm một lần giành đai đồng đội SmackDown.

  - PWI xếp hạng Punk #1 trong top 500 đô vật đấu đơn do PWI 500 bình chọn năm  2012[145][146]
  - PWI xếp Ryback hạng #13 trong top 500 đô vật đấu đơn theo PWI 500 năm 2013[147]
  - PWI xếp Curtis Axel hạng #47 trong top 500 đô vật đấu đơn theo PWI 500 năm 2013[147]
  - PWI Wrestler of the Year (2014)[148]
- World Wrestling Entertainment /WWE
  - WWE Championship/WWE World Heavyweight Championship (3 lần) – CM Punk (1 lần) [149], Brock Lesnar (2 lần, hiện tại) [150]
  - WWE Universal Championship (4 lần) — Roman Reigns (1 lần), Brock Lesnar (3 lần)
  - WWE Intercontinental Championship (1 lần) – Curtis Axel
  - WWE SmackDown Tag Team Championship (1 lần) – The Usos (Jey Uso và Jimmy Uso)
  - Cúp tưởng niệm André the Giant Memorial Trophy (WrestleMania XXX) – Cesaro (1), (2021) – Jey Uso (1)
- Wrestling Observer Newsletter
  - Best Pro Wrestling DVD (2012) — CM Punk
  - Best Non-Wrestler (2012 – 2013) — Paul Heyman[151][152]
  - Best on Interviews (2013) - Paul Heyman[151]
  - Slammy Award cho The OMG Shocking Moment of the Year (2014) – đánh bại The Undertaker phá vỡ Streak tại WrestleMania XXX

## Liên kết
1. ↑  “13 'Paul Heyman Guys'”. WWE.
2. 1 2  Caldwell, James (ngày 2 tháng 4 năm 2012). “Caldwell's WWE Raw results 4/2: Ongoing "virtual-time" coverage of live Raw - WM28 fall-out, how will Cena respond to Rock loss?, two big title matches”. Pro Wrestling Torch. Truy cập ngày 11 tháng 4 năm 2012.
3. 1 2  Larnick, Eric (ngày 3 tháng 4 năm 2012). “WWE Raw Recap: Brock Lesnar Returns, The Rock Wants World Title”. The Huffington Post. Truy cập ngày 11 tháng 4 năm 2012.
4. 1 2  Caldwell, James (ngày 16 tháng 4 năm 2012). “WWE News: Stipulation added to Cena-Lesnar Extreme Rules PPV main event (w/Analysis)”. Pro Wrestling Torch. Truy cập ngày 21 tháng 4 năm 2012.
5. 1 2  Caldwell, James (ngày 29 tháng 4 năm 2012). “Caldwell's WWE Extreme Rules PPV Report 4/29: Ongoing "virtual time" coverage of live PPV - Brock-Cena, Punk-Jericho in Chicago”. Pro Wrestling Torch. Truy cập ngày 30 tháng 4 năm 2012.
6. 1 2  Scannell, Robin. “Raw Storyline Tracker - Complete Over the Limit build-up: Cena-Laurinaitis, Triple H-Lesnar, Punk-Bryan, Big Show "fired," more!”. Pro Wrestling Torch. Truy cập ngày 12 tháng 6 năm 2012.
7. 1 2  Caldwell, James. “Caldwell's WWE Raw Results 4/30: Ongoing "virtual-time" coverage of live Raw Starring Brock Lesnar - PPV fall-out, Triple H returns”. Pro Wrestling Torch. Truy cập ngày 12 tháng 6 năm 2012.
8. 1 2  Herrera, Tom. 7 tháng 5 năm 2012/wwe-raw-supershow-results/page-8 “Raw SuperShow results: Paul Heyman returns and announces Brock Lesnar has quit WWE” Kiểm tra giá trị |url= (trợ giúp). WWE.com. Truy cập ngày 8 tháng 5 năm 2012.
9. 1 2  Tylwalk, Nick. “Raw: Triple H and John Laurinaitis both get served in Pittsburgh”. SLAM! Sports. Bản gốc lưu trữ ngày 14 tháng 7 năm 2012. Truy cập ngày 15 tháng 5 năm 2012.
10. 1 2  “CALDWELL'S WWE RAW RESULTS 6/18: Ongoing "virtual-time" coverage of live Raw #994 - PPV fall-out, Johnny says good-bye, Hunter-Heyman”.
11. 1 2  Bishop, Matt. “Lesnar snaps Triple H's arm at SummerSlam”. SLAM! Wrestling. Bản gốc lưu trữ ngày 19 tháng 4 năm 2015. Truy cập ngày 11 tháng 10 năm 2012.
12. 1 2  Martin, Adam. “WWE: Triple H suffers "broken arm" at Summerslam”. Wrestleview. Bản gốc lưu trữ ngày 24 tháng 10 năm 2012. Truy cập ngày 11 tháng 10 năm 2012.
13. 1 2  Caldwell, James. “CALDWELL'S WWE RAW RESULTS 8/20: Complete "virtual-time" coverage of live Raw - Punk-Cena, Lesnar opens show, Triple H "speculation," Jericho farewell”. Pro Wrestling Torch. Truy cập ngày 11 tháng 10 năm 2012. Next, Cole introduced a tout from Lesnar saying he came to WWE, conquered everything, and now is leaving and never coming back, which drew some cheers from the live Raw crowd.
14. 1 2  Caldwell, James. “Video - Lesnar says he's leaving WWE”. Pro Wrestling Torch. Truy cập ngày 11 tháng 10 năm 2012.
15. ↑  “Triple H responds to Brock Lesnar's workplace invasion at WWE headquarters: Raw, ngày 6 tháng 5 năm 2013”. Bản gốc lưu trữ ngày 9 tháng 5 năm 2013. Truy cập ngày 24 tháng 5 năm 2013.
16. 1 2  http://www.wwe.com/shows/raw/ngày 5 tháng 8 năm 2013/wwe-raw-results-26137732/page-9 CM Punk vs. Intercontinental Champion Curtis Axel went to a No Contest
17. ↑  12 tháng 8 năm 2013/wwe-raw-results-26139610/page-11 “Raw results: Cena and Bryan get physical, Triple H's changes the 'Game,' and Punk baits Brock & Heyman” Kiểm tra giá trị |url= (trợ giúp). WWE. Truy cập 24 tháng 2 năm 2015.
18. ↑  “WWE Night Of Champions 2013 Results”. UPROXX. Truy cập 24 tháng 2 năm 2015. no-break space character trong |tiêu đề= tại ký tự số 28 (trợ giúp)
19. ↑  “CALDWELL'S WWE RAW RESULTS 11/11 (Hour 3): Bryan & Punk vs. The Shield main event, Paul Heyman returns, more”.
20. ↑  15 tháng 12 năm 2014/paul-heyman-confronts-chris-jericho-photos “Paul Heyman confronts Chris Jericho: photos” Kiểm tra giá trị |url= (trợ giúp). WWE. Truy cập 24 tháng 2 năm 2015.
21. ↑  15 tháng 12 năm 2014/chris-jericho-vs-paul-heyman-wwe-app-vote-match-photos “Chris Jericho vs. Paul Heyman – WWE App Vote Match: photos” Kiểm tra giá trị |url= (trợ giúp). WWE. Truy cập 24 tháng 2 năm 2015.
22. ↑  Caldwell, James. “Raw news: Bryan's first night as champ, Taker update, Cesaro joins Heyman, Warrior returns, RVD returns, Paige debuts & wins Divas Title, other NXT intros, more”. Pro Wrestling Torch. Truy cập ngày 8 tháng 4 năm 2014.
23. ↑  Tedesco, Mike. “WWE RAW RESULTS - 6/9/14 (ROLLINS EXPLAINS HIS MOTIVES)”. WrestleView. Truy cập ngày 10 tháng 6 năm 2014.
24. ↑  Caldwell, James. “Caldwell's WWE Battleground PPV report 7/20: Complete "virtual-time" coverage of live PPV - Cena defends WWE Title, IC Title battle royal, Usos vs. Wyatts Tag Title match, more”. PWTorch.com. Truy cập ngày 21 tháng 7 năm 2014.
25. 1 2  “Caldwell's WWE SummerSlam PPV Results 8/17: Complete "virtual-time" coverage of Cena vs. Lesnar”. Pro Wrestling Torch. ngày 17 tháng 8 năm 2014. Truy cập ngày 18 tháng 8 năm 2014.
26. ↑  “2016 WWE Draft results: WWE offcially ushers in New Era”. WWE. Truy cập 31 tháng 1 năm 2020.
27. ↑  “Raw: Oct. 31, 2016”. WWE. Truy cập 31 tháng 1 năm 2020.
28. ↑  “Heyman and Lesnar vow to leave WWE if Brock loses Universal title at SummerSlam”.
29. ↑  Powell, Jason. “Powell's WWE Extreme Rules live riview: Roman Reigns vs. Bobby Lashley, AJ Styles vs. Rusev vs. for the WWE Championship, Dolph Ziggler vs. Seth Rollins in a 30-minute Iron Man match for the IC Title, Bludgeon Brothers vs. Team Hell No for the SmackDown Tag Titles”. Pro Wrestling Dot Net. Truy cập 31 tháng 1 năm 2020.
30. ↑  “WWE results, recap, grades: Brock Lesnar appears, relationship with Paul Heyman turns”. CBSSports.com.
31. ↑  Anthony, Benigno. “Universal Champion Roman Reigns vs Braun Strowman ended in a No Contest (Hell in a Cell match)”. WWE. Truy cập 6 tháng 3, 2019.
32. ↑  “Paul Heyman, Eric Bischoff, Paul Heyman to run WWE TV Program”. Pro Wrestling Illustrated.
33. 1 2  Staszewski, Joseph. “Paul Heyman out as Raw boss, WWE names new head of creative”.[liên kết hỏng]
34. ↑  https://www.sportskeeda.com/wwe/wwe-rumor-roundup-the-next-brock-lesnar-found-twist-the-undertaker-s-retirement-former-wwe-champion-returning-raw-21st-september-2020%5B%5D
35. ↑  Powell, Jason (4 tháng 9 năm 2020). “9/4 WWE Friday Night Smackdown results: Powell's review of Roman Reigns and Paul Heyman addressing the fans, Matt Riddle vs. Sheamus vs. King Corbin vs. Jey Uso for a shot at the WWE Championship at Clash of Champions, Shayna Baszler and Nia Jax vs. Sasha Banks and Bayley for the WWE Women's Tag Titles”. Pro Wrestling Dot Net. Truy cập ngày 4 tháng 9 năm 2020.
36. ↑  @WWE (5 tháng 9 năm 2020). “BIG MOOD. It's COUSIN vs. COUSIN at #WWEClash of Champions!” (Tweet) – qua Twitter.
37. ↑  Garretson, Jordan (27 tháng 9 năm 2020). “Universal Champion Roman Reigns def. Jey Uso”. WWE. Truy cập ngày 27 tháng 9 năm 2020.
38. ↑  Powell, Jason (27 tháng 9 năm 2020). “WWE Clash of Champions results: Powell's review of Drew McIntyre vs. Randy Orton in an Ambulance Match for the WWE Championship, Roman Reigns vs. Jey Uso for the WWE Universal Championship, Jeff Hardy vs. AJ Styles vs. Sami Zayn in a Triple Threat ladder match for the Intercontinental Title”. Pro Wrestling Dot Net. Truy cập ngày 27 tháng 9 năm 2020.
39. ↑  Powell, Jason (25 tháng 10 năm 2020). “WWE Hell in a Cell results: Powell's review of Drew McIntyre vs. Randy Orton in a Hell in a Cell match for the WWE Championship, Roman Reigns vs. Jey Uso in an I Quit Hell in a Cell match for the WWE Universal Championship, Bayley vs. Sasha Banks in a Hell in a Cell match for the Smackdown Women's Title”. Pro Wrestling Dot Net. Truy cập ngày 25 tháng 10 năm 2020.
40. ↑  Garretson, Jordan (25 tháng 10 năm 2020). “Universal Champion Roman Reigns def. Jey Uso (Hell in a Cell "I Quit" Match)”. WWE. Truy cập ngày 25 tháng 10 năm 2020.
41. ↑  Burdick, Michael (30 tháng 10 năm 2020). “SmackDown results, Oct. 30, 2020: Jey Uso overcomes Bryan and launches a post-match assault in Roman's Reigns' honor”. WWE. Truy cập ngày 31 tháng 10 năm 2020.
42. ↑  Barnett, Jake (30 tháng 10 năm 2020). “10/30 WWE Friday Night Smackdown results: Barnett's review Jey Uso paying consequences for losing to Roman Reigns, Daniel Bryan vs. Jey Uso, and Kevin Owens vs. Dolph Ziggler in Team Smackdown qualifiers for Survivor Series”. Pro Wrestling Dot Net. Truy cập ngày 31 tháng 10 năm 2020.
43. ↑  Powell, Jason (9 tháng 4 năm 2021). “4/9 WWE Friday Night Smackdown results: Powell's review of the WrestleMania 37 go-home show, final comments from Roman Reigns, Edge, and Daniel Bryan, Andre the Giant Battle Royal, Robert Roode and Dolph Ziggler vs. Rey Mysterio and Dominik Mysterio vs. The Street Profits vs. Alpha Academy in a four-way for the Smackdown Tag Titles”. Pro Wrestling Dot Net. Truy cập ngày 10 tháng 4 năm 2021.
44. ↑  Powell, Jason (4 tháng 6 năm 2021). “6/4 WWE Friday Night Smackdown results: Powell's review of Rey Mysterio and Dominik Mysterio vs. Jimmy Uso and Jey Uso for the Smackdown Tag Titles, Apollo Crews vs. Kevin Owens for the Intercontinental Championship with Commander Azeez banned from ringside”. Pro Wrestling Dot Net. Truy cập ngày 5 tháng 6 năm 2021.
45. ↑  Bath, Dave (9 tháng 7 năm 2021). “WWE SmackDown Live Results: Two Money In The Bank Qualifiers”. Figure Four Online. Truy cập ngày 10 tháng 8 năm 2021.
46. ↑  Trionfo, Richard (16 tháng 7 năm 2021). “WWE SmackDown Report: On The Road Again, Women's Title Match, Corbin Should Have Gotten In On The Fcoj Futures, And More”. PWInsider. Truy cập ngày 10 tháng 8 năm 2021.
47. ↑  Wells, Adam. “Usos Beat Mysterios to Win SmackDown Tag Team Titles at WWE Money in the Bank”. Bleacher Report (bằng tiếng Anh). Truy cập ngày 4 tháng 9 năm 2021.
48. ↑  Chiari, Mike. “Roman Reigns Beats Edge, Retains Universal Title at 2021 WWE Money in the Bank”. Bleacher Report (bằng tiếng Anh). Truy cập ngày 4 tháng 9 năm 2021.
49. ↑  “The Usos retain SmackDown Tag Team Titles”. WWE (bằng tiếng Anh). Truy cập ngày 4 tháng 9 năm 2021.
50. ↑  “WWE SummerSlam results: Roman Reigns defeats John Cena, Becky Lynch and Brock Lesnar return”. ESPN.com (bằng tiếng Anh). 22 tháng 8 năm 2021. Truy cập ngày 4 tháng 9 năm 2021.
51. ↑  powell, jason (3 tháng 9 năm 2021). “9/3 wwe friday night smackdown results: powell's review of roman reigns vs. finn balor for the wwe universal championship, smackdown tag champions jimmy uso and jey uso vs. the street profits in a non-title match, seth rollins vs. cesaro”. pro wrestling dot net. Truy cập ngày 4 tháng 11 năm 2021. Kiểm tra giá trị ngày tháng trong: |access-date= (trợ giúp)
52. ↑  powell, jason (10 tháng 9 năm 2021). “9/10 wwe friday night smackdown results: powell's review of brock lesnar's msg appearance, edge vs. seth rollins, jimmy uso and jey uso vs. the street profits for the smackdown tag titles, becky lynch and bianca belair contract signing for extreme rules”. pro wrestling dot net. Truy cập ngày 4 tháng 11 năm 2021. Kiểm tra giá trị ngày tháng trong: |access-date= (trợ giúp)
53. ↑  powell, jason (21 tháng 10 năm 2021). “wwe crown jewel results: powell's live review of roman reigns vs. brock lesnar for the wwe universal championship, becky lynch vs. sasha banks vs. bianca belair for the smackdown women's championship, big e vs. drew mcintyre for the wwe championship, edge vs. seth rollins in a hell in a cell match, goldberg vs. bobby lashley in a no holds barred match”. pro wrestling dot net. Truy cập ngày 4 tháng 11 năm 2021. Kiểm tra giá trị ngày tháng trong: |access-date= (trợ giúp)
54. ↑  powell, jason (22 tháng 10 năm 2021). “10/22 wwe friday night smackdown results: powell's review of becky lynch and charlotte flair swapping title belts, the coronation of xavier woods as king of the ring”. pro wrestling dot net. Truy cập ngày 4 tháng 11 năm 2021. Kiểm tra giá trị ngày tháng trong: |access-date= (trợ giúp)
55. ↑  powell, jason (17 tháng 12 năm 2021). “12/17 wwe friday night smackdown results: powell's review of the return of roman reigns, ridge holland vs. cesaro, sasha banks and toni storm vs. charlotte flair and shotzi”. prowrestling.net. Truy cập ngày 18 tháng 12 năm 2021. Kiểm tra giá trị ngày tháng trong: |access-date= (trợ giúp)
56. ↑  Casey, Connor (3 tháng 1 năm 2022). “Paul Heyman Reunites With Brock Lesnar on WWE Raw”. Comic Book. Truy cập ngày 29 tháng 1 năm 2022.
57. ↑  Middleton, Marc (29 tháng 1 năm 2022). “Roman Reigns and Paul Heyman Help Bobby Lashley Win the WWE Title at the Royal Rumble”. Wrestling Headlines. Truy cập ngày 29 tháng 1 năm 2022.
58. ↑  Benigno, Anthony. 28 tháng 1 năm 2013/wwe-raw-results-26087919/page-13 “Raw results: The Rock brings the reign and Brock Lesnar brings the pain on Raw Roulette night” Kiểm tra giá trị |url= (trợ giúp). WWE. Truy cập ngày 29 tháng 1 năm 2013.
59. ↑  28 tháng 1 năm 2013/mr-mcmahon-injury-update-after-brock-lesnar-attack-26088187 “Sources: Mr. McMahon suffers broken pelvis due to Brock Lesnar attack” Kiểm tra giá trị |url= (trợ giúp). WWE. Truy cập ngày 29 tháng 1 năm 2013.
60. ↑  “CALDWELL'S WWE RAW RESULTS 2/4: Complete "virtual-time" coverage of live Raw - WWE explains many things, Punk-Jericho main event, Bruno HOF Video (updated w/Box Score)”.
61. ↑  Benigno, Anthony (ngày 25 tháng 2 năm 2013). 25 tháng 2 năm 2013/wwe-raw-results-26094181 “Paul Heyman's fight against Mr. McMahon degenerated into a brawl between Brock Lesnar and Triple H” Kiểm tra giá trị |url= (trợ giúp). WWE. Truy cập ngày 26 tháng 2 năm 2013.
62. ↑  “CALDWELL'S WWE RAW RESULTS 3/4: Complete "virtual-time" coverage of live "Old-School Raw" - Taker returns, Rock-Cena in-ring confrontation, WM29 hype, more”.
63. ↑  “CALDWELL'S WWE RAW RESULTS 3/11: Complete "virtual-time" coverage of live Raw - WWE recognizes Bearer by incorporating him into Taker-Punk, Lesnar challenges Hunter, no Cena, more”.
64. ↑  “CALDWELL'S WWE RAW RESULTS 3/18: Complete "virtual-time" coverage of live Raw - Hunter signs WM29 contract, IC Title match, more WM29 developments”.
65. ↑  Myers, Thomas. “Wrestlemania 29 results: Brock Lesnar pinned by Triple H after steel step Pedigree”. MMAMANIA. Truy cập ngày 8 tháng 4 năm 2013.
66. ↑  “Brock Lesnar takes care of 3MB and then a rematch is set up against Triple H for Extreme Rules”. WWE. Bản gốc lưu trữ ngày 18 tháng 4 năm 2013. Truy cập ngày 17 tháng 4 năm 2013.
67. ↑  “CALDWELL'S WWE RAW RESULTS 4/22 (First Hour): Hunter Pedigrees Heyman, Jericho vs. Ziggler, more”.
68. ↑  “WWE Extreme Rules results and reactions from last night (May 19): Believe in Gold”.
69. ↑  “Brock Lesnar def. CM Punk (No Disqualification Match)”. WWE. Truy cập 24 tháng 2 năm 2015.
70. 1 2  “CALDWELL'S WWE RAW RESULTS 8/5 (Hour 2): Cena responds to Bryan, Shield appears, Punk vs. Axel match”.
71. ↑  http://www.philly.com/philly/blogs/pattisonave/WWE-Raw-results-81213-CM-Punk-gets-the-best-of-Brock-Lesnar-John-Cena-Daniel-have-heated-verbal-exchange-The-Big-Show-finally-returns.html
72. ↑  “CALDWELL'S WWE SSLAM PPV RESULTS 8/18 (Hour 2): Lesnar vs. Punk brutal fight”.
73. ↑  “Brock Lesnar Returns To RAW And Makes A Challenge, Major Problems With RAW Satellite Feed - WrestlingInc.com”. WrestlingInc.com. Truy cập 24 tháng 2 năm 2015.
74. ↑  “Brock Lesnar dislocates Mark Henry's elbow: Raw, Jan 6, 2014”. Truy cập ngày 10 tháng 1 năm 2014.
75. ↑  Tylwalk, Nick. “Raw: Longer matches and a dramatic return in Green Bay”. SLAM! Wrestling. Bản gốc lưu trữ ngày 25 tháng 2 năm 2014. Truy cập ngày 25 tháng 2 năm 2014.
76. ↑  “Update On Brock Lesnar's Schedule For 2014”. Truy cập 24 tháng 2 năm 2015.
77. ↑  “Chris Jericho vs. Paul Heyman - WWE App Vote Match: Raw, ngày 15 tháng 12 năm 2014”. WWE. Bản gốc lưu trữ ngày 26 tháng 12 năm 2014. Truy cập 24 tháng 2 năm 2015.
78. ↑  “John Cena vs. Seth Rollins - Steel Cage Match: Raw, ngày 15 tháng 12 năm 2014”. WWE. Bản gốc lưu trữ ngày 25 tháng 12 năm 2014. Truy cập 24 tháng 2 năm 2015.
79. ↑  “Royal Rumble WWE World Heavyweight Championship Contract Signing: Raw, ngày 12 tháng 1 năm 2015”. WWE. Bản gốc lưu trữ ngày 19 tháng 1 năm 2015. Truy cập 24 tháng 2 năm 2015.
80. ↑  “John Cena vs. Seth Rollins, Big Show & Kane - 3-on-1 Handicap Match: Raw, ngày 19 tháng 1 năm 2015”. WWE. Bản gốc lưu trữ ngày 20 tháng 1 năm 2015. Truy cập 24 tháng 2 năm 2015.
81. ↑  Caldwell, James (ngày 25 tháng 1 năm 2015). “CALDWELL'S ROYAL RUMBLE PPV REPORT 1/25: Ongoing "virtual-time" coverage of Lesnar vs. Cena vs. Rollins for WWE Title, annual Royal Rumble match, more”. Pro Wrestling Torch. Truy cập ngày 25 tháng 1 năm 2015.
82. ↑  “UFC Quick Quote: Dana White expects a call from Brock Lesnar when his WWE contract expires”. MMAmania.com. Truy cập 20 tháng 10 năm 2015.
83. ↑  Benigno, Anthony. “Seth Rollins cashed in his Money in the Bank contract and def. Brock Lesnar and Roman Reigns to become WWE World Heavyweight Champion”. WWE. Truy cập ngày 29 tháng 3 năm 2015.
84. ↑  “Raw”. WWE. Truy cập 9 tháng 9 năm 2024.
85. ↑  Tedesco, Mike. “WWE RAW Results - 6/15/15 (Lesnar is the new #1 contender)”. wrestleview.com. Truy cập ngày 15 tháng 6 năm 2015.
86. ↑  “WWE 'The Beast In The East' Results - Brock Lesnar Returns To Action, NXT Title Match, More”. WrestlingInc.com. Truy cập ngày 22 tháng 8 năm 2015.
87. ↑  Caldwell, James. “WWE PPVs CALDWELL'S WWE BATTLEGROUND PPV REPORT 7/19: Complete "virtual-time" coverage of live PPV - Rollins vs. Lesnar, Cena vs. Owens III, Orton returns home, more”. PWTorch.com. Truy cập ngày 19 tháng 7 năm 2015.
88. ↑  “The Undertaker vs. Brock Lesnar”. WWE. Truy cập ngày 18 tháng 8 năm 2015.
89. ↑  Benigno, Anthony. “The Undertaker def. Brock Lesnar”. WWE. Truy cập ngày 23 tháng 8 năm 2015.
90. ↑  Caldwell, James. “CALDWELL'S WWE NOC PPV REPORT 9/20: Live Night of Champions Coverage from Houston - Seth Rollins's double duty, more”. Pro Wrestling Torch. Truy cập ngày 21 tháng 9 năm 2015.
91. ↑  “WWE Champion CM Punk vs. John Cena ended in a draw”. WWE. Truy cập ngày 16 tháng 9 năm 2012.
92. ↑  17 tháng 9 năm 2012/cena-undergoes-arm-surgery-26053092 “John Cena undergoes arm surgery?” Kiểm tra giá trị |url= (trợ giúp). WWE. ngày 18 tháng 9 năm 2012. Truy cập ngày 13 tháng 9 năm 2012.
93. ↑  “CALDWELL'S WWE RAW RESULTS 9/24: Complete "virtual-time" coverage of live Raw – Cena announcement, Lawler interview, latest on WWE Title picture”.
94. ↑  “CALDWELL'S WWE RAW RESULTS 10/1: Complete "virtual-time" coverage of live Raw – Ross Appreciation Night, Punk-Ryback feud, World Title debate”.
95. ↑  “CALDWELL'S WWE RAW RESULTS 10/8: Complete coverage of live Raw – Cena returns, but McMahon dominates show”.
96. ↑  “CALDWELL'S WWE RAW RESULTS 10/15: Complete "virtual-time" coverage of live Raw – what was McMahon's "decision?," ten matches”.
97. ↑  “Caldwell's WWE Hell in a Cell PPV Report 10/28: Complete "virtual time" coverage of live PPV – Did WWE pull the trigger on Ryback as top champ?”.
98. ↑  29 tháng 10 năm 2012/wwe-raw-results-26064318 “Team Mick Foley to face team Punk at Survivor Series” Kiểm tra giá trị |url= (trợ giúp). WWE. Truy cập ngày 29 tháng 10 năm 2012.
99. ↑  “WWE Championship Triple Threat Match”. WWE. Truy cập ngày 5 tháng 11 năm 2012.
100. ↑  Murphy, Ryan (ngày 19 tháng 11 năm 2012). “WWE Champion CM Punk def. John Cena and Ryback (Triple Threat Match)”. WWE. Truy cập ngày 24 tháng 11 năm 2012.
101. ↑  “Mr. McMahon issues statement regarding injured Punk, WWE TLC”. WWE. ngày 4 tháng 12 năm 2012. Truy cập ngày 5 tháng 12 năm 2012.
102. ↑  “CALDWELL'S WWE RAW RESULTS 1/7: Complete "virtual-time" coverage of live Raw – WWE Title match, The Rock returns, Cena vs. Ziggler (updated w/Box Score)”.
103. ↑  “CALDWELL'S WWE ROYAL RUMBLE PPV RESULTS 1/27: Complete "virtual-time" coverage of Punk vs. Rock, 30-man Rumble”.
104. ↑  Caldwell, James. “WWE NEWS: Chamber PPV results & notes – WM29 main event set, World Title match set, Shield big win, more”. Pro Wrestling Torch. Truy cập ngày 18 tháng 2 năm 2013.
105. ↑  “CALDWELL'S WWE RAW RESULTS 2/25: Complete "virtual-time" coverage of live & loaded Raw - Cena vs. Punk Instant Classic, Heyman-McMahon "fight," big returns, but did Taker return?”.
106. ↑  Tylwalk, Nick (ngày 5 tháng 3 năm 2013). “Raw: Four men enter, one man leaves as Undertaker's WrestleMania opponent”. SLAM! Wrestling. Bản gốc lưu trữ ngày 10 tháng 4 năm 2013. Truy cập ngày 8 tháng 3 năm 2013.
107. ↑  “WWE goes into overtime: Raw, ngày 11 tháng 3 năm 2013”. WWE.com. ngày 11 tháng 3 năm 2013. Bản gốc lưu trữ ngày 15 tháng 3 năm 2013. Truy cập ngày 20 tháng 3 năm 2013.
108. ↑  “CM Punk interrupts Undertaker's tribute to Paul Bearer: Raw, ngày 11 tháng 3 năm 2013”. WWE.com. ngày 11 tháng 3 năm 2012. Bản gốc lưu trữ ngày 15 tháng 3 năm 2013. Truy cập ngày 20 tháng 3 năm 2013.
109. ↑  “CM Punk taunts The Undertaker with Paul Bearer's urn: RAW, ngày 18 tháng 3 năm 2013”. WWE.com. ngày 18 tháng 3 năm 2012. Bản gốc lưu trữ ngày 20 tháng 3 năm 2013. Truy cập ngày 20 tháng 3 năm 2013.
110. ↑  “WrestleMania 29 results”. WWE. Truy cập 24 tháng 2 năm 2015.
111. ↑  “While addressing the WWE Universe, CM Punk walks away: Raw, ngày 15 tháng 4 năm 2013”. WWE.com. Bản gốc lưu trữ ngày 20 tháng 4 năm 2013. Truy cập ngày 22 tháng 4 năm 2013.
112. ↑  “CALDWELL'S WWE PAYBACK PPV RESULTS 6/16 (Hour 2): Punk vs. Jericho, New World Hvt. champion & double-turn”.
113. ↑  “6/17 Powell's WWE Raw Live Coverage: Brock Lesnar and C.M. Punk, Mark Henry returns in a big way, Payback fallout with new champions Alberto Del Rio, Curtis Axel, and A.J. Lee”. LAST ROW MEDIA LLC. ngày 17 tháng 6 năm 2013. Truy cập ngày 18 tháng 6 năm 2013.
114. ↑  20 tháng 5 năm 2013/wwe-raw-results-26116382/page-10 Curtis Axel def. Triple H
115. ↑  24 tháng 5 năm 2013/results-26117335/page-6 Curtis Axel def. Sin Cara
116. ↑  27 tháng 5 năm 2013/wwe-raw-results-26117809/page-10 Curtis Axel def. WWE Champion John Cena via count-out
117. ↑  3 tháng 6 năm 2013/wwe-raw-results-26119181/page-11 Curtis Axel def. WWE Champion John Cena via Count-out
118. ↑  “PARKS' WWE SMACKDOWN REPORT 6/7: Ongoing "virtual time" coverage of Friday show, including Randy Orton, Kane, Daniel Bryan on Miz TV setting up the TV main event”.
119. ↑  Trionfo, Richard. “WWE RAW REPORT: TOO McMANY McMAHONS?; WHAT HAPPENS WHEN YOU ARE NO LONG A HEYMAN 'CLIENT'; MARK HENRY GIVES AN EMOTIONAL SPEECH; A SCARE FOR DANIEL BRYAN; IS STEPHANIE MCMAHON THE NEW KAREN JARRETT?; WHAT IF PEOPLE DON'T COME OUT DURING PROMO SEGMENTS, HOW WOULD WE GET MATCHES?; AND MORE”. PWInsider. Truy cập ngày 20 tháng 6 năm 2025. Kiểm tra giá trị ngày tháng trong: |access-date= (trợ giúp)
120. ↑  “PARKS' WWE SMACKDOWN REPORT 6/21: Complete coverage of Friday night show, including Bryan vs. Orton main event”.
121. ↑  Benigno, Anthony. 24 tháng 6 năm 2013/wwe-raw-results-26126028/page-10 “Raw results: Money in the Bank takes shape, Punk confronts Heyman and Bryan chases The Viper in a Street Fight” Kiểm tra giá trị |url= (trợ giúp). WWE. Truy cập ngày 25 tháng 6 năm 2013.
122. ↑  1 tháng 7 năm 2013/wwe-raw-results-26128344/page-8 CM Punk & Intercontinental Champion Curtis Axel def. The Prime Time Players
123. ↑  “CALDWELL'S WWE RAW RESULTS 7/8 (Hour 2): Cena-Henry final MITB confrontation, Jericho vs. Axel”.
124. ↑  “CALDWELL'S WWE MITB PPV RESULTS 7/14 (Hour 1): Complete "virtual-time" coverage of World Title MITB ladder match, IC Title match, Divas Title match”.
125. ↑  http://www.pwinsider.com/ViewArticle.php?id=81182
126. ↑  Caldwell, James. “Survivor Series News: NXT stars debut in PPV main event angle, plus other news from annual PPV”. Pro Wrestling Torch. Truy cập ngày 19 tháng 11 năm 2012.
127. ↑  Caldwell, James. “CALDWELL'S WWE RAW RESULTS 1/7: Complete "virtual-time" coverage of live Raw - WWE Title match, The Rock returns, Cena vs. Ziggler (updated w/Box Score)”. Pro Wrestling Torch. Truy cập ngày 12 tháng 1 năm 2013.
128. ↑  Caldwell, James. “CALDWELL'S WWE RAW RESULTS 1/21: Complete "virtual-time" coverage of live Raw - Rock attacked on final Raw before Rumble, plus Beat the Clock, Cena closes Raw, more”. Pro Wrestling Torch. Truy cập ngày 22 tháng 1 năm 2013.
129. ↑  Trionfo, Richard. “WWE SMACKDOWN REPORT: ROCK, PUNK, SHIELD; WHAT DOES BOOKER DO WHEN THERE ARE SIX MEN IN THE RING ABOUT TO FIGHT?; BARRETT/SHEAMUS REMATCH; AND MORE”. PWInsider. Truy cập ngày 27 tháng 1 năm 2013.
130. ↑  Caldwell, James. “CALDWELL'S WWE ROYAL RUMBLE PPV RESULTS 1/27: Complete "virtual-time" coverage of Punk vs. Rock, 30-man Rumble”. Pro Wrestling Torch. Truy cập ngày 29 tháng 1 năm 2013.
131. ↑  Caldwell, James. “CALDWELL'S WWE RAW RESULTS 1/28: Complete "virtual-time" coverage of live Raw - Huge Return ends Raw, Rock's first night as WWE champ, Raw Roulette, Heyman-McMahon”. Pro Wrestling Torch. Truy cập ngày 29 tháng 1 năm 2013.
132. ↑  Martin, Adam (ngày 29 tháng 4 năm 2012). “Extreme Rules PPV Results - 4/29/12”. Wrestleview. Bản gốc lưu trữ ngày 3 tháng 5 năm 2012. Truy cập ngày 30 tháng 4 năm 2012.
133. 1 2  “Bio”. WWE. Truy cập ngày 12 tháng 10 năm 2010.
134. ↑  Wortman, James (ngày 19 tháng 11 năm 2011). “Uncoiling the Anaconda Vise with CM Punk”. WWE. Truy cập ngày 15 tháng 1 năm 2012.
135. ↑  “PARKS' WWE SMACKDOWN REPORT 5/31: Ongoing "virtual time" coverage of Friday show, including the Dean Ambrose vs. Randy Orton”.
136. ↑  “CUPACH'S WWE SMACKDOWN BLOG 6/14: Thoughts on Team RK-No ending Shield's Streak, Ziggler's in-ring return, new Smackdown Six?, more”.
137. ↑  Trionfo, Richard. “WWE RAW REPORT: HAS THE CEREBRAL ASSASSIN BEEN OUTSMARTED?; ORTON UPS THE ANTE; STIPULATION FOR PUNK VS. RYBACK; AND MORE”. PWInsider. Truy cập ngày 16 tháng 10 năm 2025. Kiểm tra giá trị ngày tháng trong: |access-date= (trợ giúp)
138. ↑  Burdick, Michael. 1 tháng 6 năm 2012/results/page-4 “Ryback def. two athletes in a 2-on-1 Handicap Match” Kiểm tra giá trị |url= (trợ giúp). WWE. Truy cập ngày 10 tháng 6 năm 2012. Ryback executed his Shell Shocked finisher on both unfortunate athletes at the same time for another one-sided triumph.
139. ↑  Martin, Adam. “PPV: WWE Over the Limit”. Wrestleview. Truy cập ngày 10 tháng 6 năm 2012. Ryback connects with his modified Samoan Drop finisher to get the pinfall.
140. ↑  Caldwell, James. “CALDWELL'S WWE RAW RESULTS 6/4: Ongoing "virtual-time" coverage of live Raw #992 – Cena returns, latest PPV hype”. Pro Wrestling Torch. Truy cập ngày 11 tháng 6 năm 2012. Ryback scooped up Rosenberg, then Stansky to deliver a double marching Samoan Drop for the pin and the win.
141. ↑  Tedesco, Mike. “Smackdown Results – 4/20/12”. Wrestleview. Truy cập ngày 12 tháng 6 năm 2012. Ryback hits a modified fisherman's suplex for the win.
142. ↑  Brummitt, Matt (ngày 15 tháng 4 năm 2012). “Brummitt's FCW TV report 4/8: WWE Developmental TV coverage – Claudio vs. Steamboat, Ross & Regal commentary, Regal-Ambrose feud, Hero promo, new gimmicks for O'Brian & Harris”. Pro Wrestling Torch. Truy cập ngày 24 tháng 4 năm 2012.
143. ↑  James, Justin (ngày 4 tháng 7 năm 2012). “James's NXT report 6/27: Week 2 of New NXT season - Bateman vs. Curtis main event, Cesaro, Seth Rollins, Steamboat”. Pro Wrestling Torch. Truy cập ngày 5 tháng 7 năm 2012.
144. ↑  Caldwell, James (ngày 25 tháng 7 năm 2011). “Caldwell's WWE Raw results 7/25: Complete "virtual-time" coverage of live Raw – "post-McMahon Era" begins, WWE Title tournament finals, Big Returns”. Pro Wrestling Torch. Truy cập ngày 17 tháng 7 năm 2012.
145. ↑  Pro Wrestling Illustrated. 33 (7): 12–18. 2012. ISSN 1043-7576. |title= trống hay bị thiếu (trợ giúp)
146. ↑  Murphy, Dan (ngày 20 tháng 8 năm 2012). “#AftermathRadio – ngày 20 tháng 8 năm 2012” (mp3) (Phỏng vấn). Phỏng vấn viên Arda Ocal. The Score. Truy cập ngày 21 tháng 8 năm 2012. Đã bỏ qua tham số không rõ |program= (trợ giúp); Đã bỏ qua tham số không rõ |cointerviewers= (trợ giúp)[liên kết hỏng]
147. 1 2  “Pro Wrestling Illustrated (PWI) 500 for 2013”. The Internet Wrestling Database. Truy cập ngày 22 tháng 8 năm 2013.
148. ↑  Pro Wrestling Illustrated. 36 (2): 32–33. 2015. |title= trống hay bị thiếu (trợ giúp)
149. ↑  “CM Punk's second WWE Championship reign”. WWE. Bản gốc lưu trữ ngày 24 tháng 11 năm 2011. Truy cập ngày 20 tháng 11 năm 2011.
150. ↑  “Bản sao đã lưu trữ”. WWE. Bản gốc lưu trữ ngày 20 tháng 8 năm 2014. Truy cập ngày 17 tháng 8 năm 2014.
151. 1 2  Meltzer, Dave (ngày 27 tháng 1 năm 2014). “Wrestling Observer Newsletter: 2013 Annual awards issue, best in the world in numerous categories, plus all the news in pro-wrestling and MMA over the past week and more”. Wrestling Observer Newsletter. Campbell, California: 1–37. ISSN 1083-9593. Bản gốc lưu trữ ngày 27 tháng 8 năm 2020. Truy cập ngày 27 tháng 1 năm 2014.
152. ↑  Meltzer, Dave (ngày 23 tháng 1 năm 2013). “The 2012 Wrestling Observer Newsletter Annual Awards Issue”. Wrestling Observer Newsletter. Campbell, California. ISSN 1083-9593. Bản gốc lưu trữ ngày 25 tháng 4 năm 2020. Truy cập ngày 27 tháng 1 năm 2014.